# Sport in Berlin
Unter Sport in Berlin werden die herausragenden sportlichen Aktivitäten im Berliner Breiten- und Profisport zusammengefasst. Im Jahr 2023 waren insgesamt 729.622 Mitgliedschaften im Landessportbund Berlin verzeichnet.
Durch die hohe Dichte an regelmäßig stattfindenden sportlichen Wettbewerben in der Stadt hat sich Berlin im 21. Jahrhundert zu einem weltweit profilierten Standort für Sportereignisse und Leistungssportler entwickelt.

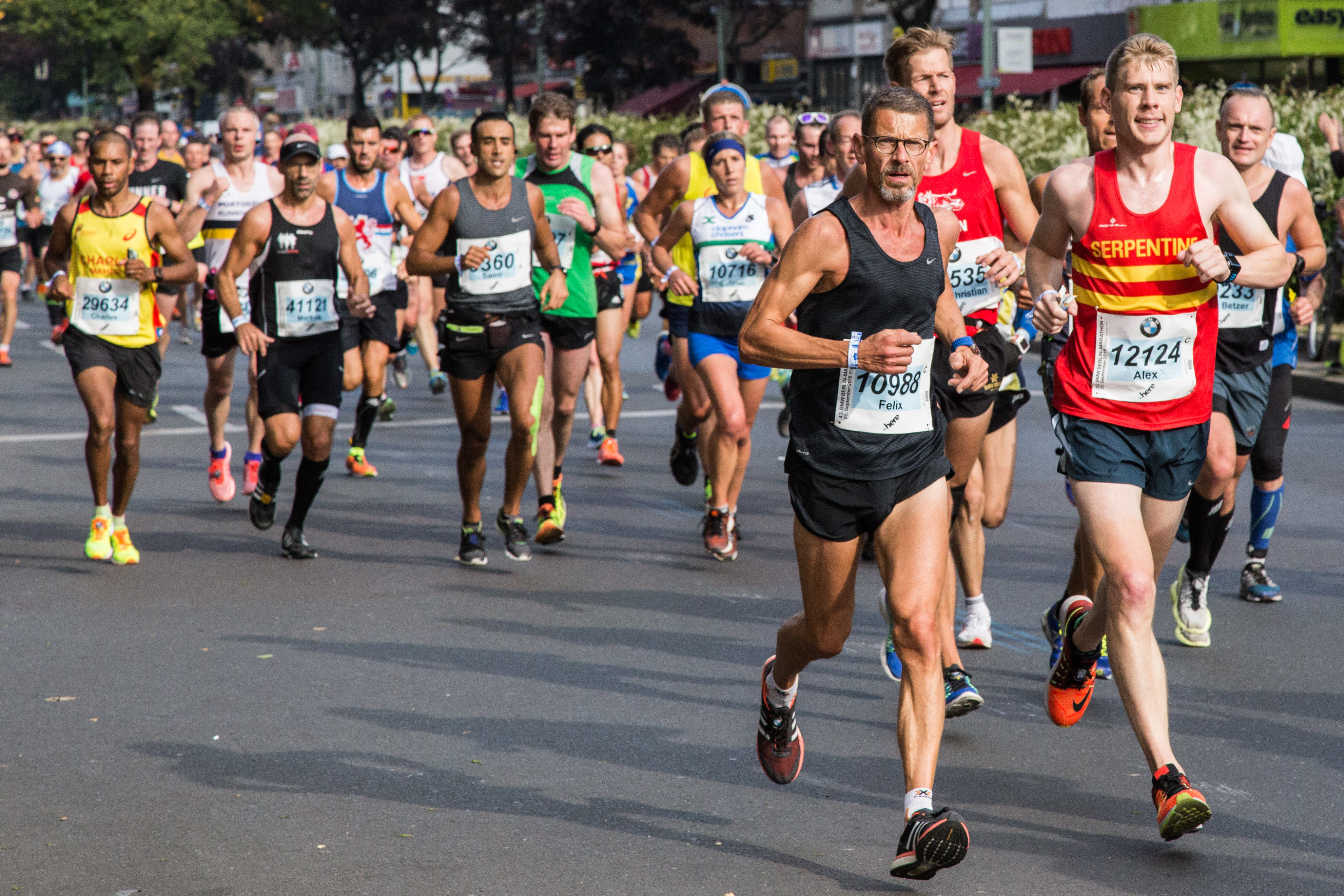
Berlin-Marathon 2016
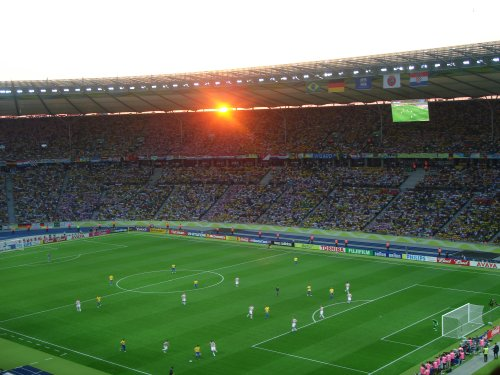
Spiel der Fußball-Weltmeisterschaft 2006 in Berlin
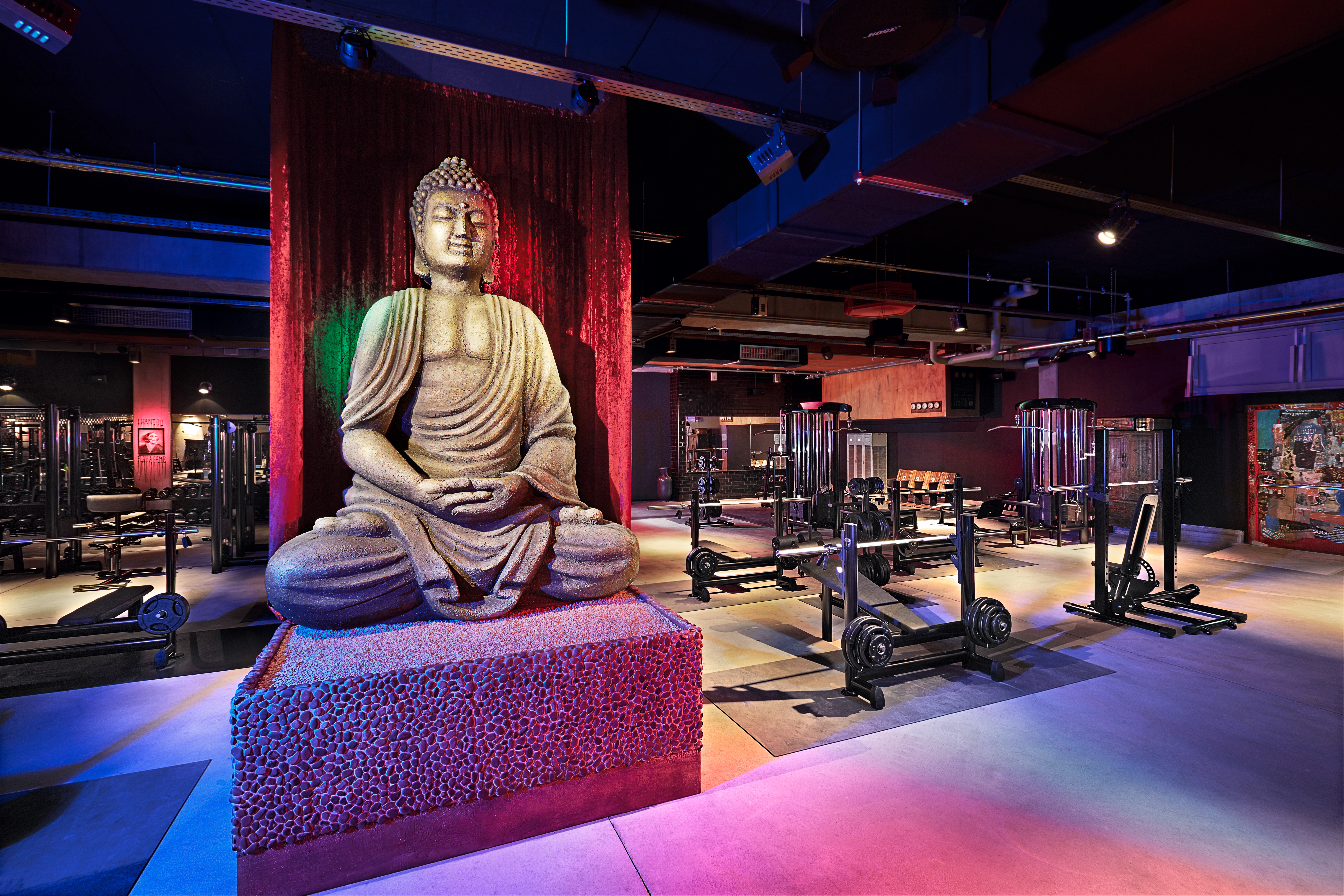
Sportstudio der RSG Group

## Geschichte

### 1800–1900

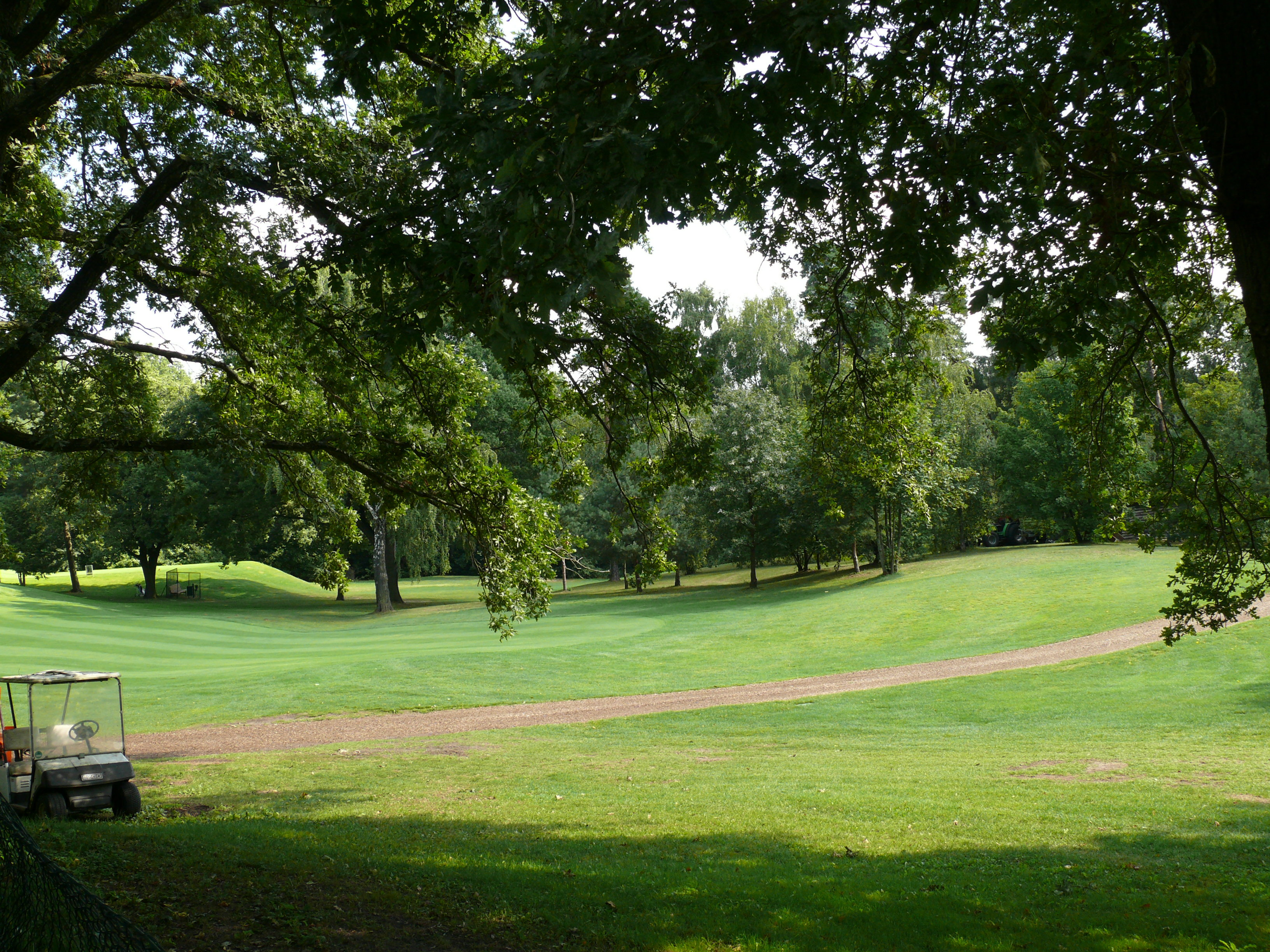
Der Golf- und Land-Club Berlin-Wannsee, gegründet 1895

Friedrich Ludwig Jahn initiierte die deutsche Turnbewegung im frühen 19. Jahrhundert. Aus dem von ihm begründeten Turnen ging u. a. die heutige Sportart Gerätturnen hervor. Das Reck und der Barren wurden von ihm eingeführt. Den ersten Turnplatz schuf Jahn 1811 in der Hasenheide.
Die Berliner Schachgesellschaft (heute: Berliner Schachgesellschaft 1827 Eckbauer) wurde 1827 gegründet und entwickelte sich durch den Einfluss der Berliner Schule zum führenden Schachverein in Preußen. Sie ist gegenwärtig Deutschlands ältester noch existierender Schachverein.
Die Turngemeinde in Berlin wurde 1848 gegründet und gilt als ältester noch existierender Sportverein in Berlin.
1867 wurde der Verein Seglerhaus am Wannsee gegründet. Er gilt gegenwärtig als drittältester Segelverein in Deutschland.
Berliner Pioniere spielten bei der Einführung des Fußballsports im deutschsprachigen Raum eine bedeutende Rolle. Der 1885 gegründete BFC Frankfurt 1885 und der 1888 gegründete BFC Germania 1888 zählten zu den ersten Fußballclubs im Land. Letzterer gilt bis heute als ältester bestehender Fußballverein in Deutschland.
Als zweitältester Golfclub in Deutschland gilt der 1895 gegründete Golf- und Land-Club Berlin-Wannsee.

### Seit 1900
Zwischen 1921 und 1998 wurden im Motorsport Rennen für Automobile und Motorräder und zuletzt Läufe zur Deutschen Tourenwagenmeisterschaft (DTM) auf der AVUS ausgetragen.
Seit 1974 werden Eisspeedwayrennen im Horst-Dohm-Eisstadion in Wilmersdorf abgehalten.
Der von 2003 bis 2021 in Berlin ansässige Boxstall Sauerland Event zählte zu den renommierten Boxveranstaltern in Deutschland und Europa. Die von Wilfried Sauerland gegründete Firma vermarktete zahlreiche Profiboxer international und organisierte Boxsportereignisse. Für die Verdienste im weltweiten Boxsport wurde Sauerland 2010 in die International Boxing Hall of Fame aufgenommen.
Die 14. European Maccabi Games wurden 2015 in Berlin abgehalten. Die europäische Makkabiade wurde damit zum ersten Mal in Deutschland ausgetragen. Rund 2000 Sportler aus 36 Ländern nahmen teil, die sich in 19 Sportarten maßen.
Das Global Jumping Berlin, ein Turnier der Global Champions Tour für Springreiter, fand zwischen 2017 und 2021 jährlich im Sommergarten des Messegeländes statt.
Die Special Olympics World Summer Games 2023 fanden in Berlin statt. Es war das erste internationale Special-Olympics-Turnier in Deutschland. Rund 7000 Teilnehmer aus 190 Ländern nahmen in 25 Sportarten an den Wettbewerben der Sommerspiele teil.

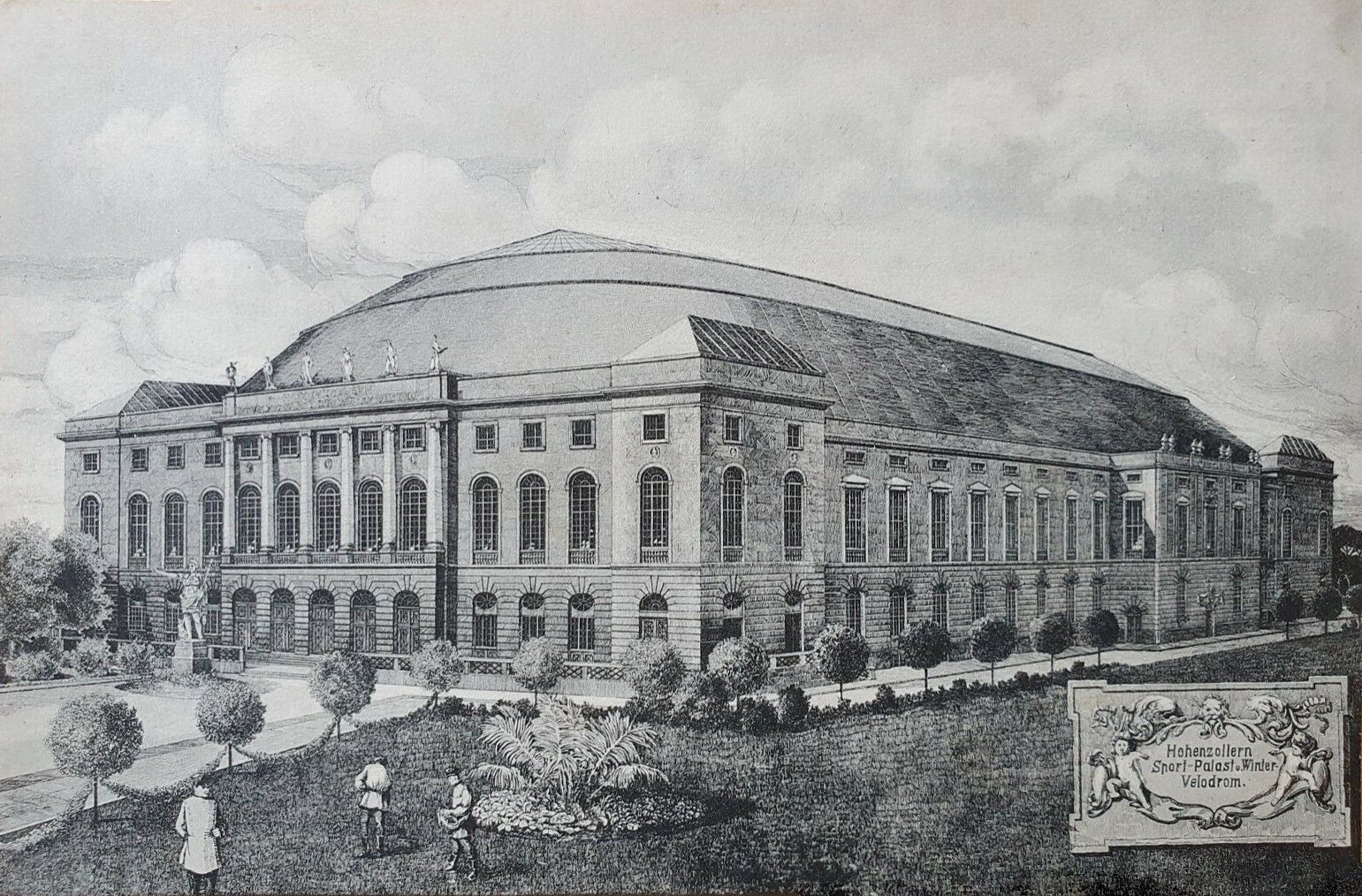
Sportpalast, um 1910
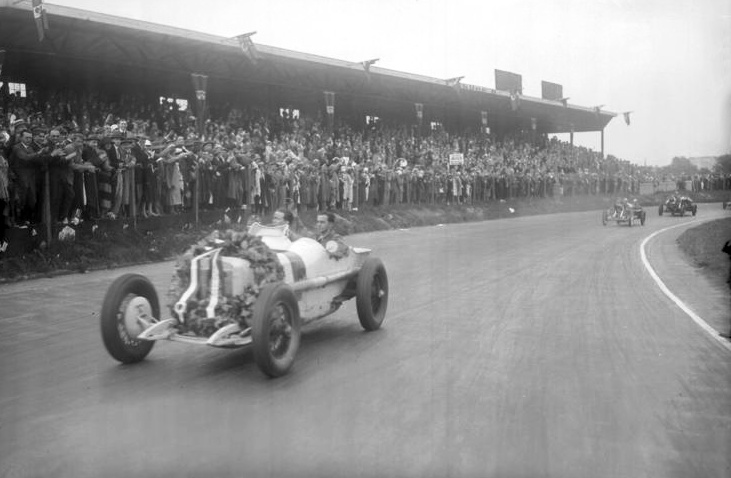
AVUS-Automobil-Rennen, 1926
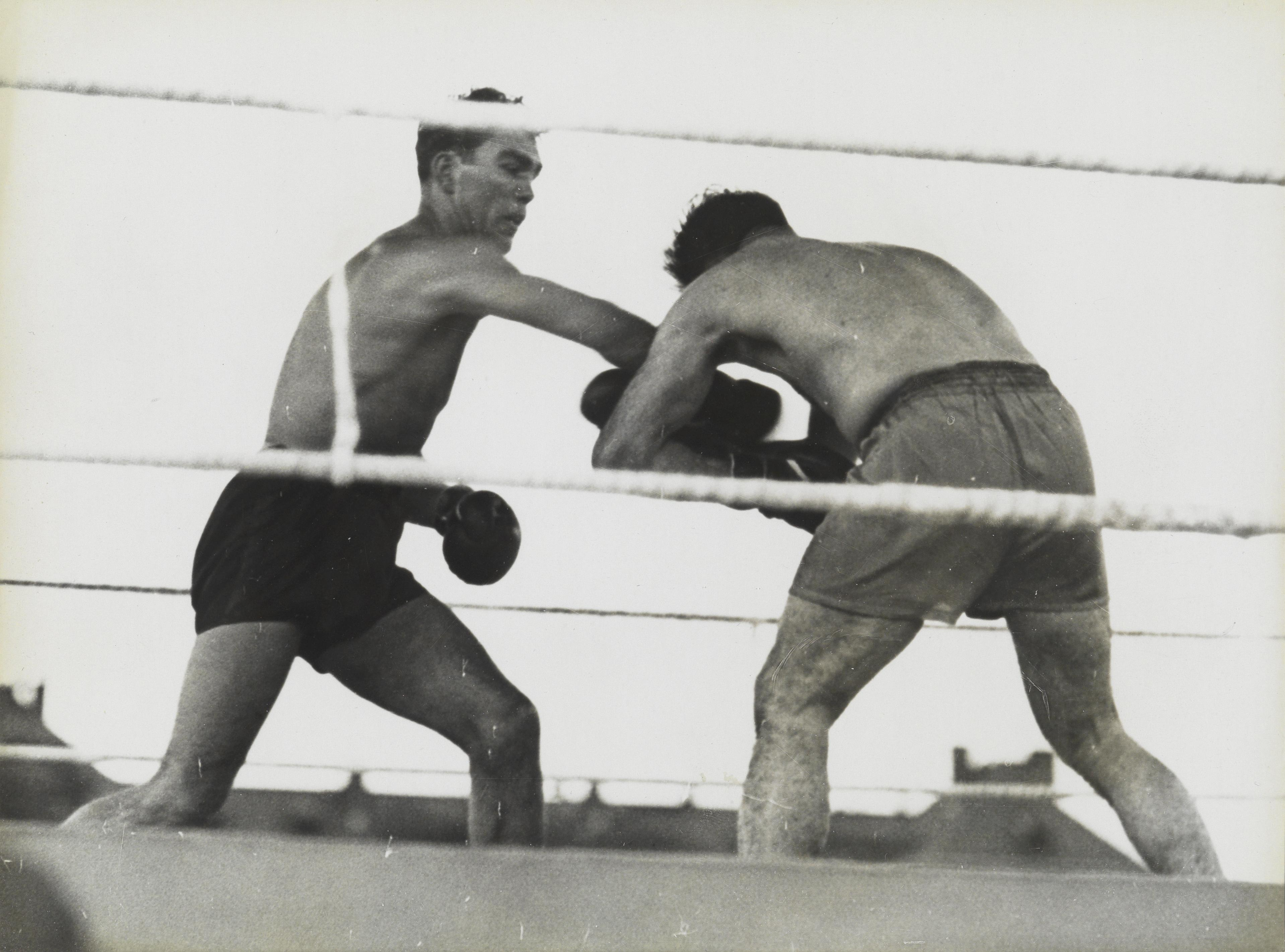
Boxkampf, 1935
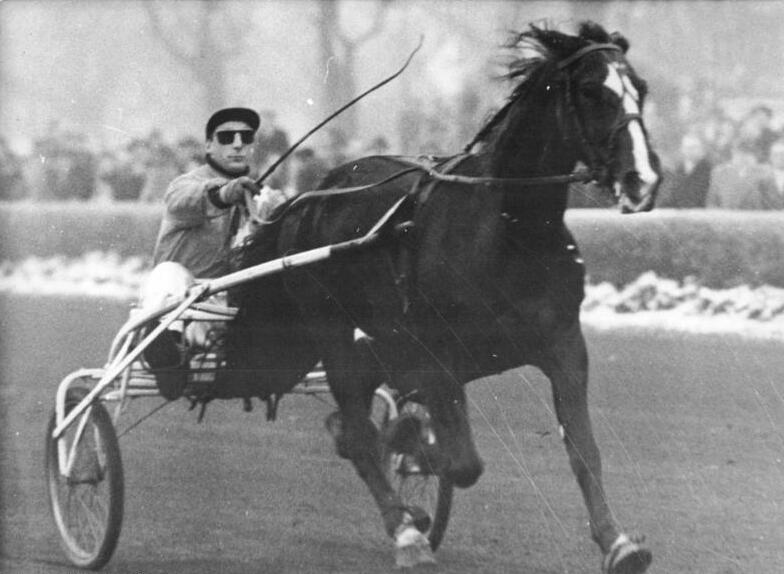
Trabrennen in Karlshorst, 1965
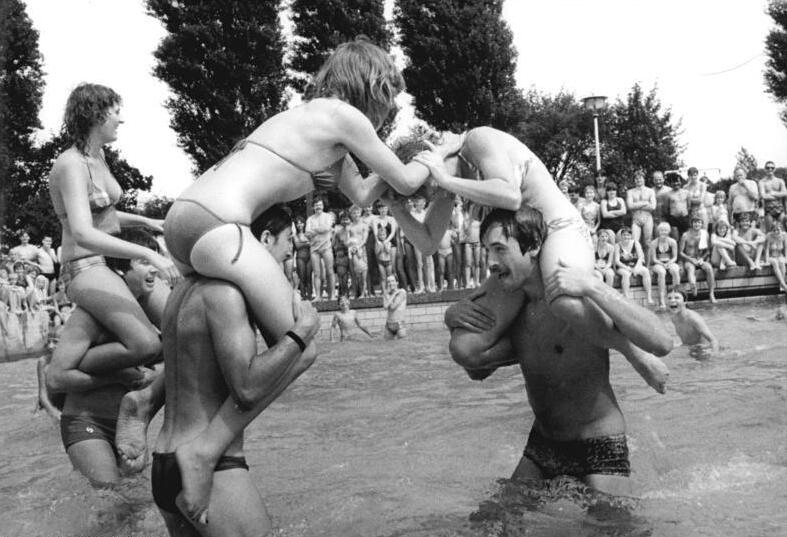
Freizeit-Sportfest, 1985

### Sportanlagen
Zu den nicht mehr bestehenden Anlagen zählt der Berliner Sportpalast. Die Veranstaltungshalle für 10.000 Zuschauer wurde 1910 eröffnet und 1973 abgerissen. Die im Palast eingerichtete Kunsteisbahn, galt zur Anfangszeit als die größte der Welt und verhalf den Sportarten Eishockey und Eisschnelllauf erstmals zu großen Publikumserfolgen in Berlin.
Das 1913 erbaute Deutsche Stadion für 33.000 Zuschauer wich ab 1934 dem Reichssportfeld, das für die Olympischen Sommerspiele 1936 errichtet wurde. Das Deutsche Stadion war Austragungsort für Endspiele um die deutsche Fußballmeisterschaft 1922, 1923, 1924 und 1927.
Die 1935 errichtete Deutschlandhalle war als Mehrzweckhalle für über 10.000 Zuschauer ausgelegt und wurde u. a. für verschiedene Wettkämpfe während der Olympischen Spiele 1936 genutzt. Im Jahr 1938 fand in der Halle die erste Handball-Weltmeisterschaft der Männer statt. 2011 wurde die Halle abgerissen.
Aus der Zeit der DDR stammte das 1950 erbaute und 1992 abgerissene Stadion der Weltjugend. Hier wurden zwischen 1975 und 1989 die Endspiele um den FDGB-Pokal vor bis zu 55.000 Zuschauern ausgetragen.

## Organisationen

### Landessportbund Berlin
Der Landessportbund Berlin (LSB) ist einer von 16 regionalen Verbänden im Deutschen Olympischen Sportbund (DOSB).
Mitgliederzahlen der größten Sportverbände im Landessportbund Berlin 2023

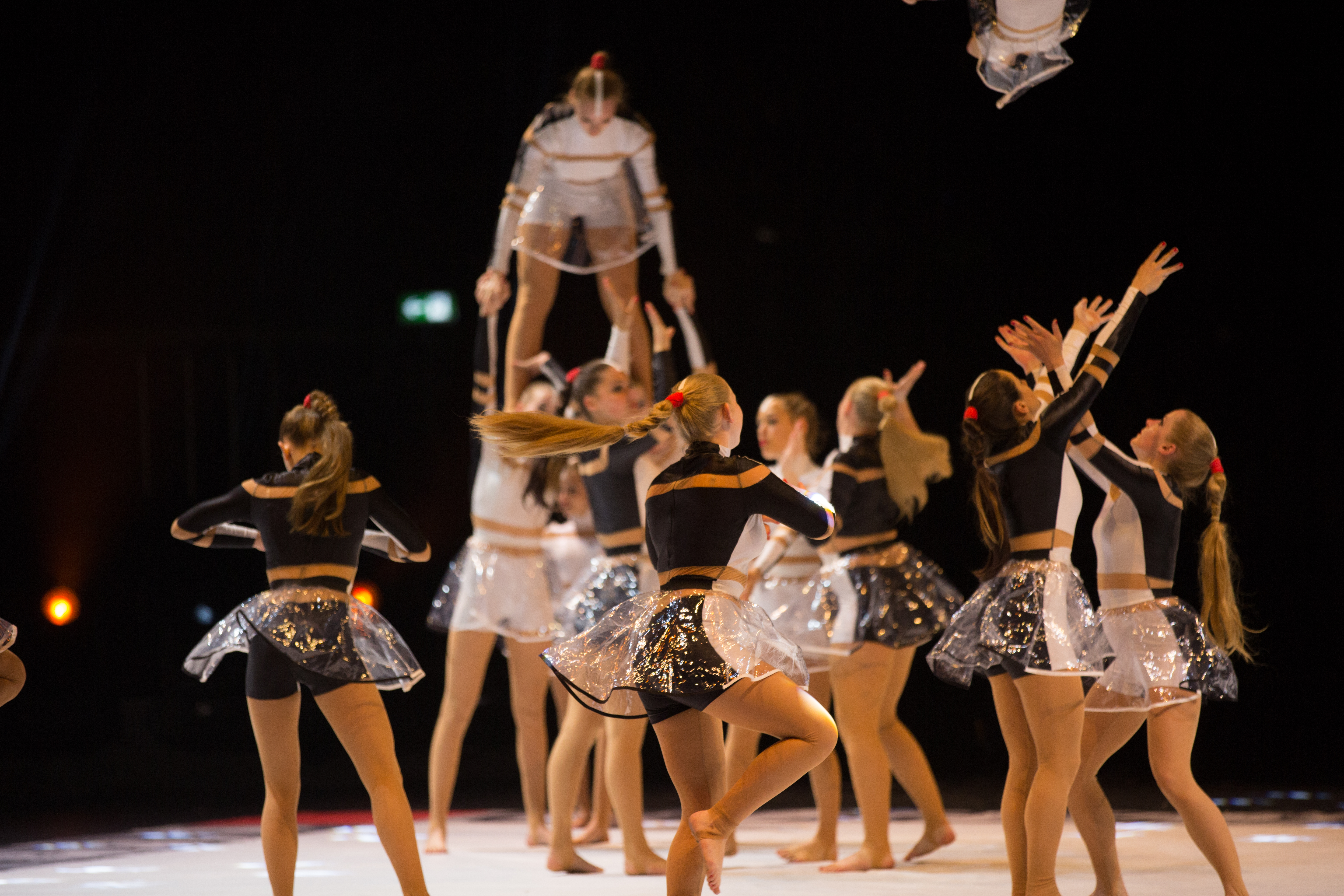
Internationales Deutsches Turnfest 2017 in Berlin

| 01. | Berliner Fußball-Verband e. V.                            | 205.898 |
| 02. | Berliner Turn- und Freizeitsport-Bund e.V.                | 094.386 |
| 03. | Hochschulsportverband Berlin e. V.                        | 067.743 |
| 04. | Tennis-Verband Berlin-Brandenburg e. V.                   | 040.887 |
| 05. | Landesverband Berlin des Deutschen Alpenvereins e.V.      | 029.049 |
| 06. | Berliner Schwimm-Verband e. V.                            | 028.357 |
| 07. | Behinderten- und Rehabilitations-Sportverband Berlin e.V. | 022.337 |
| 08. | Betriebssportverband Berlin e. V.                         | 017.852 |
| 09. | Berliner Basketball Verband e. V.                         | 016.688 |
| 10. | Berliner Leichtathletik-Verband e.V.                      | 014.849 |

### Vereine

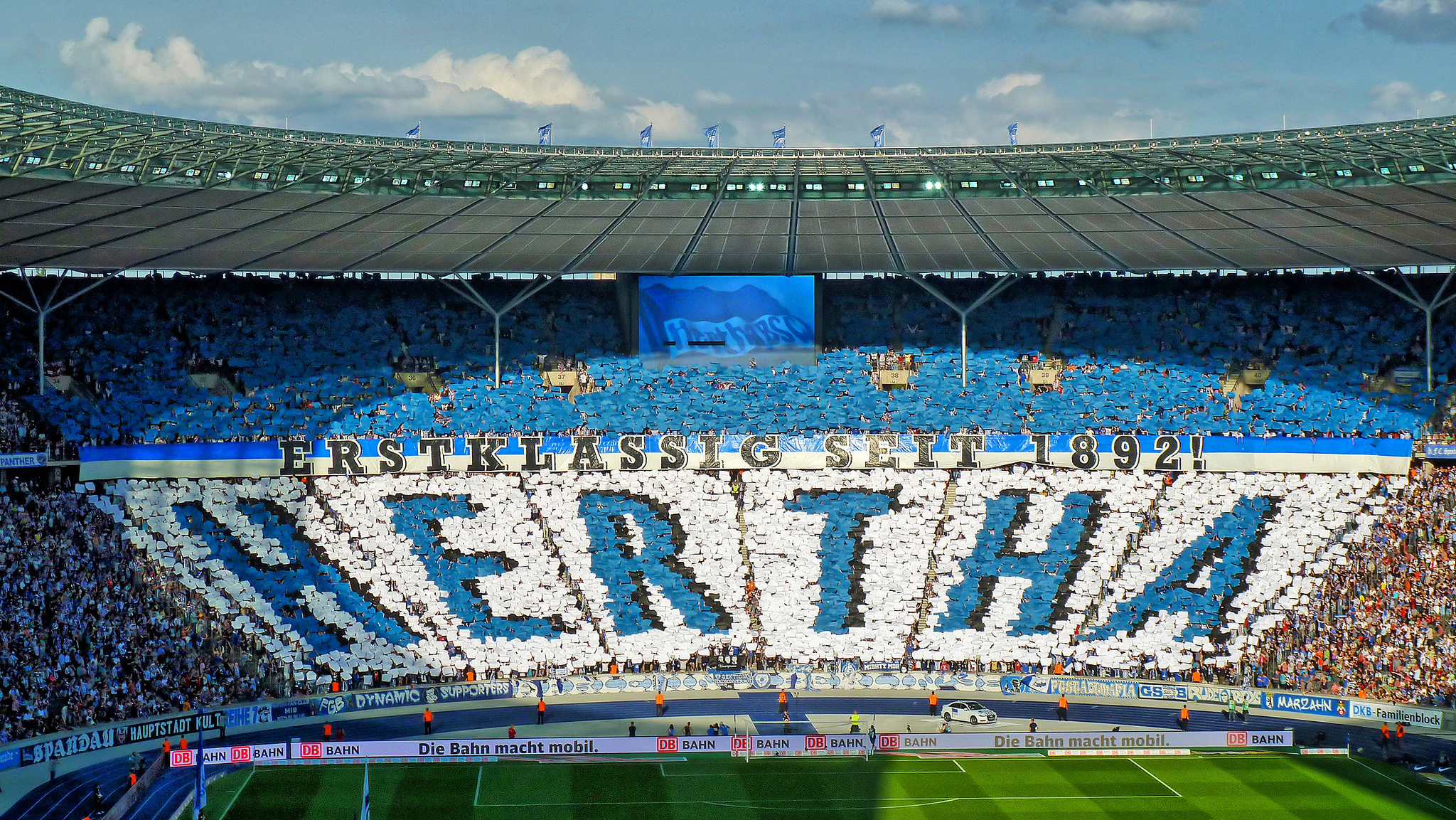
Hertha-BSC-Zuschauer

In Berlin gab es 2024 rund 2300 Sportvereine mit 781.295 registrierten Mitgliedern (+7 % im Vergleich zu 2023), die sich unter dem Dach des LSB organisiert haben. Die größten Vereine in Berlin nach Anzahl der Mitglieder zum Jahresende 2023 sind der 1. FC Union Berlin (64.466 Mitglieder) und Hertha BSC (51.464 Mitglieder). Beide Vereine zählen zu den 15 mitgliederstärksten Sportvereinen in Deutschland.
Im Jahr 2015 waren 73 Berliner Mannschaften in den verschiedenen ersten Bundesligen sowie 70 Mannschaften in den zweiten Bundesligen vertreten.
Einige Vereine sind dabei im Bereich des Profisports tätig. Zu den prominentesten und erfolgreichsten Vertretern zählen hier der 1. FC Union Berlin und Hertha BSC (Fußball), Alba Berlin (Basketball), die Eisbären Berlin (Eishockey), die Füchse Berlin (Handball), die Berlin Recycling Volleys (Volleyball), die Wasserfreunde Spandau 04 (Wasserball) und der Rugby Klub 03 Berlin (Rugby).

### Spitzenverbände

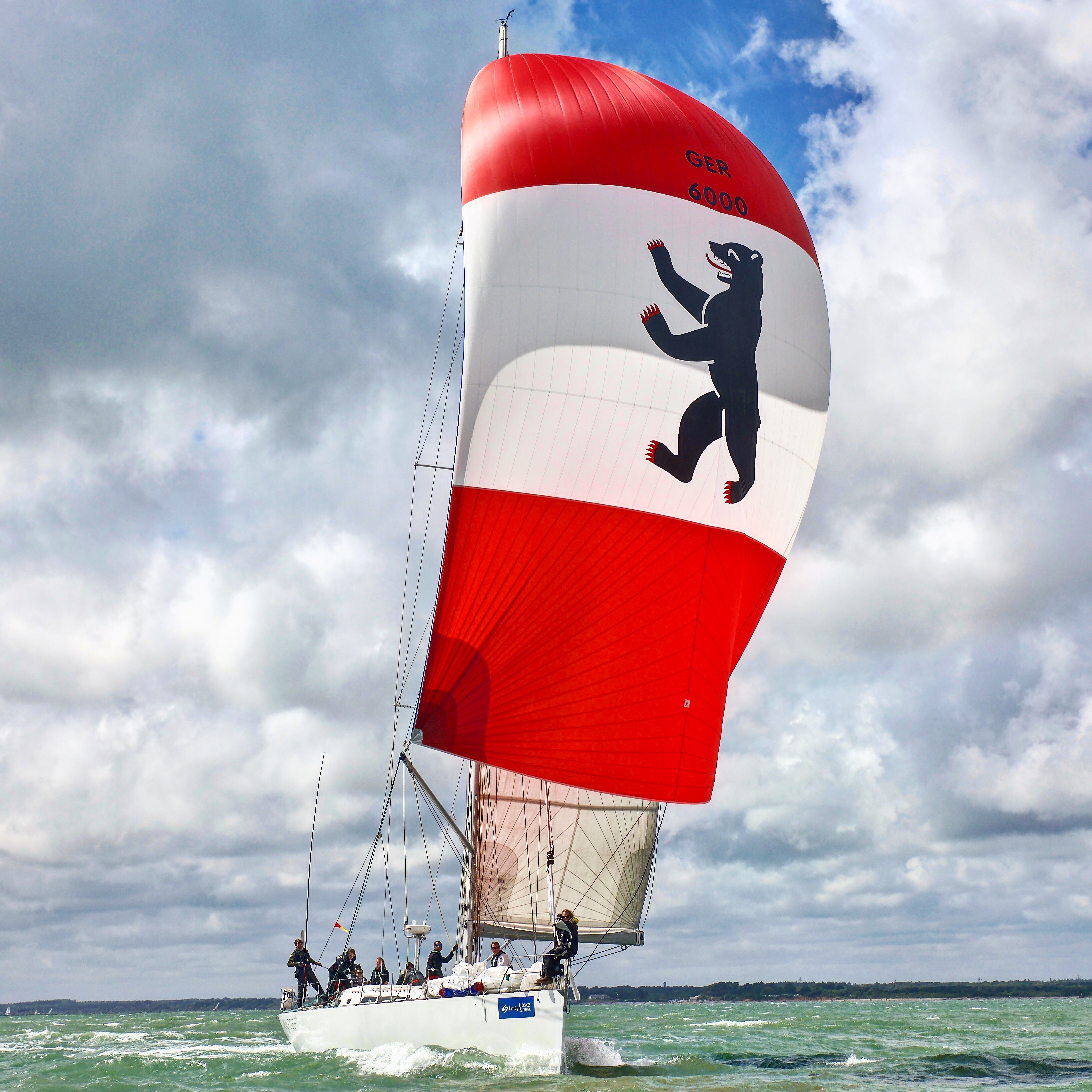
Yacht des Akademischen Segler-Vereins, Gründungsmitglied des Deutschen Segler-Verbands

Der Deutsche Schachbund (DSB) ist die Dachorganisation der Schachspieler in Deutschland und hat seinen Sitz in Berlin. Er wurde 1877 gegründet und ist Mitglied im Deutschen Olympischen Sportbund und seit 1926 (mit Unterbrechungen) im Weltschachverband FIDE. Der DSB hat derzeit (Stand: 2019) etwa 92.000 Mitglieder, davon rund 26.000 Jugendliche und 7.700 Frauen in 2.400 Vereinen und gehört damit zu den größten Schachverbänden der Welt.
Der 1888 gegründete Deutsche Segler-Verband (DSV) ist die nationale Interessenvertretung und der Spitzensportverband der deutschen Segler. Er ist Dachverband für über 1200 Segelvereine und Surfclubs (Stand 2019), für 16 Landesseglerverbände und 85 Klassenvereinigungen. Rund 188.000 Mitglieder sind im DSV gemeldet.
Der Deutsche Kegler- und Bowlingbund (DKB) ist der Spitzenverband für den Kegel- und Bowlingsport in Deutschland und hat seinen Sitz in Berlin.
Die Deutsche Eisschnelllauf- und Shorttrack-Gemeinschaft (DESG), ist der Dachverband für den Eisschnelllaufsport der Bundesrepublik Deutschland. Zur DESG gehören die Landeseissportverbände (LEV) und die den LEV zugehörigen Vereinen, die die Sportarten Eisschnelllauf und Shorttrack betreiben. Sitz des Verbands ist in Berlin.
Der eSport-Bund Deutschland (ESBD) ist ein deutscher Interessenverband zur Förderung von E-Sport, welcher 2017 in Frankfurt am Main gegründet wurde und seinen Sitz in Berlin hat. Zu den Gründungsmitgliedern des ESBD gehörten sechs Amateurvereine und 14 professionelle Teams.

## Sportveranstaltungen
Berlin war in der Geschichte mehrfach Austragungsort internationaler Sportwettkämpfe.

### Olympische Spiele

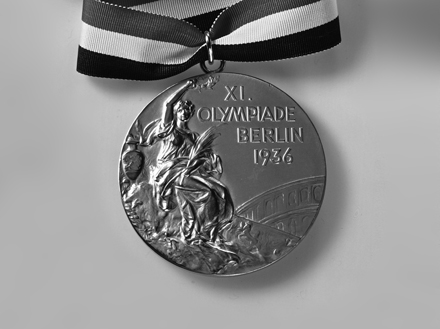
Medaille der Olympischen Sommerspiele 1936

Die Olympischen Sommerspiele 1916 wurden vom Internationalen Olympischen Komitee 1912 nach Berlin vergeben. Das IOC gab damit Berlin den Vorzug gegenüber Alexandria, Amsterdam, Brüssel, Budapest und Cleveland. Als Wettkampfstätte der Spiele war auf dem Gebiet der damals noch eigenständigen Stadt Charlottenburg das 1913 eingeweihte Deutsche Stadion errichtet worden. Wegen des Ersten Weltkriegs fanden die Spiele jedoch nicht statt.
Auf der 30. Session des IOC im Jahr 1931 wurden die Olympischen Sommerspiele 1936 nach Berlin vergeben. Bei der Stichwahl gegen die bis zuletzt übriggebliebene Kandidatenstadt Barcelona setzte sich die Bewerbung Berlins durch. Die Spiele der XI. Olympiade konnten vom 1. bis zum 16. August 1936 in Berlin ausgetragen werden. Das neuerrichtete Olympiastadion mit einem Fassungsvermögen von 100.000 Zuschauern wurde als zentrale Arena der Spiele ausgelegt. Mit 49 teilnehmenden Nationen und 3961 Athleten stellten die Olympischen Spiele in Berlin einen neuen Teilnehmerrekord sowie einen neuen Besucherrekord auf.
Berlin war außerdem eine der offiziellen Kandidatenstädte, die sich um die Austragung der Olympischen Sommerspiele 2000 bewarben. Im Auswahlverfahren scheiterte jedoch die Bewerbung 1993 in der ersten Runde.

### Welt- und Europameisterschaften im Fußball
Das Olympiastadion Berlin war mit 85.000 Plätzen (davon 61.800 Sitzplätze) das größte deutsche Stadion während der Fußball-Weltmeisterschaft 1974. In dem Stadion fanden drei Spiele der ersten Finalrunde statt. Insgesamt sahen 126.800 Zuschauer die drei Spiele. Die meisten (81.100) kamen zum Auftaktspiel der Mannschaft der Bundesrepublik gegen Chile, das damit das bestbesuchte Spiel der WM war.

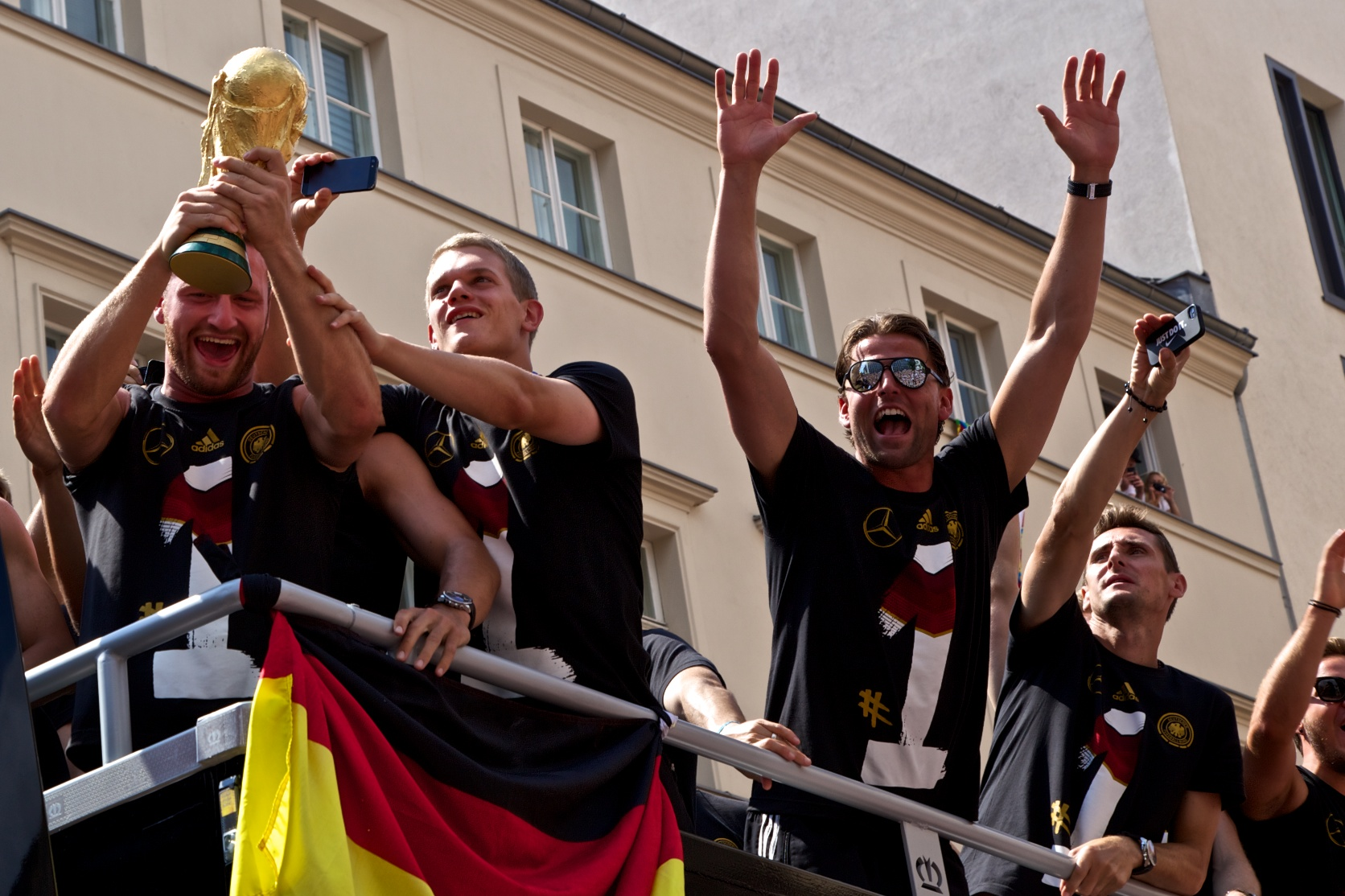
Die Mannschaft des Fußball-Weltmeisters 2014 auf dem Weg durch Berlin

Im Jahr 2006 fanden vier Vorrunden-, ein Viertelfinal- und das Finalspiel der Fußball-Weltmeisterschaft im Berliner Olympiastadion statt. Im Endspiel der WM standen sich Frankreich und Italien gegenüber. Weltmeister wurde Italien nach einem 5:3 im Elfmeterschießen. Das Spiel wurde in mehr als 200 Länder im Fernsehen live übertragen und nach Angaben der FIFA weltweit von etwa 715 Millionen Zuschauern gesehen. Die Liveübertragung zählt damit zu den zehn meistgesehenen TV-Ereignissen (Stand: 2015).
Seit 2006 finden mit Ausnahmen alle zwei Jahre jeweils zur Fußball-Europa- und Weltmeisterschaft Fan Feste statt, bei denen zehntausende Zuschauer öffentlich die Fußballspiele auf Großbildleinwänden verfolgen. Der Veranstaltungsort, die Fanmeile, hat seinen Platz in der Straße des 17. Juni.
Die offizielle Siegesfeier des Fußball-Weltmeisters 2014 fand in Berlin statt. Die bei der WM in Brasilien erfolgreiche Mannschaft aus Deutschland landete im sogenannten „Siegerflieger“ nach einem Überflug der Fanmeile in Berlin-Tegel. Es folgte eine Fahrt auf einem offenen Lkw-Auflieger. Etwa eine halbe Million Menschen versammelten sich auf den Straßen Berlins um die Spieler, Trainer und Betreuer der deutschen Mannschaft zu begrüßen. Auf einer Bühne vor dem Brandenburger Tor präsentierten sich die Weltmeister mit dem FIFA-WM-Pokal um sich bei den Fans für ihre Unterstützung zu bedanken und sich feiern zu lassen.
Berlin wurde zum Austragungsort der Fußball-Europameisterschaft 2024 und deren Endspiels bestimmt.

### Großer Preis von Berlin

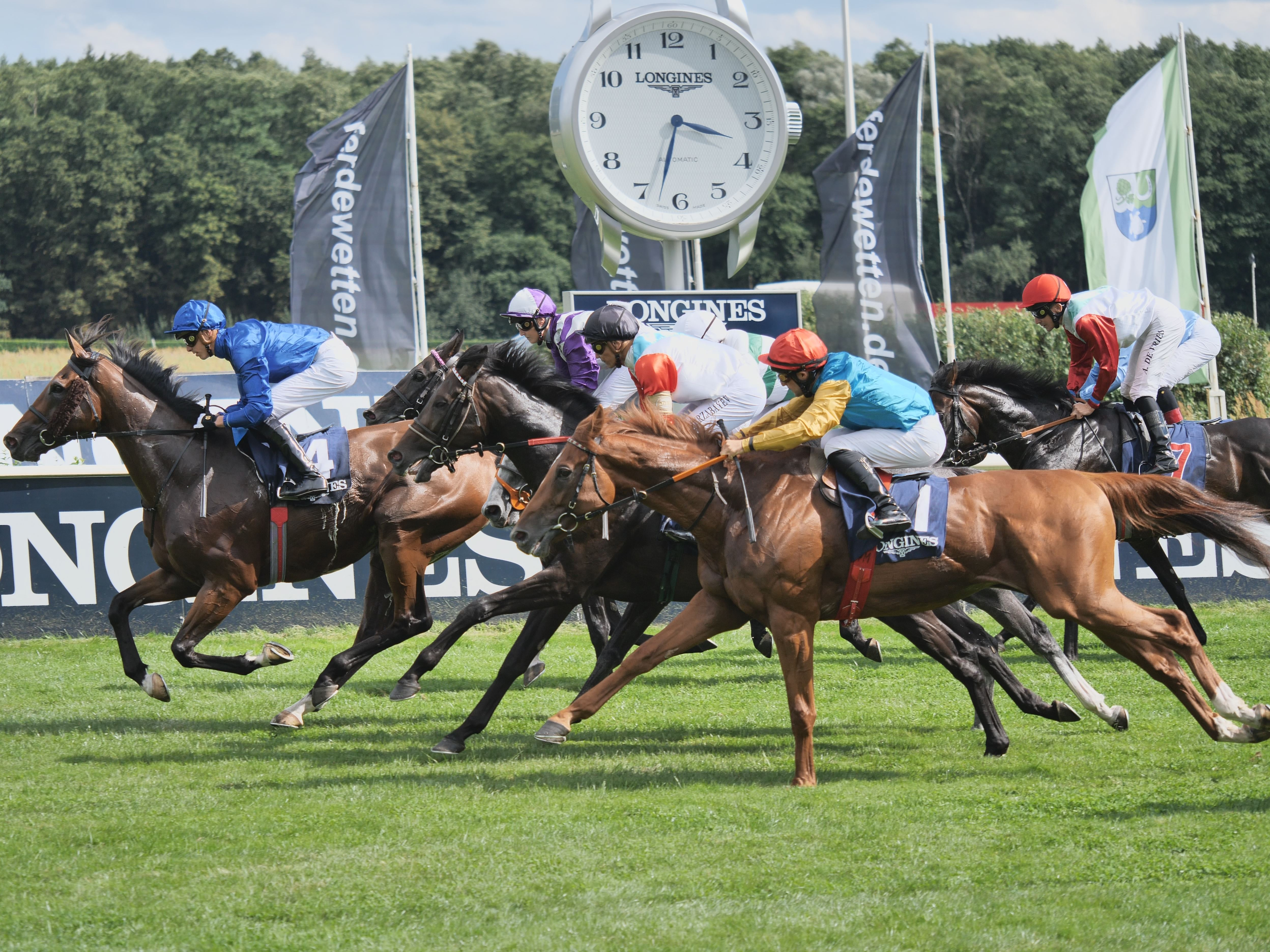
Zieleinlauf beim Großen Preis von Berlin

Der Große Preis von Berlin ist ein Pferderennen, das jährlich auf der Rennbahn Berlin-Hoppegarten stattfindet. Es ist eins von sieben Gruppe-Ι-Rennen in Deutschland.

### German Masters (Snooker)
Seit 2011 finden die German Masters im Snooker jährlich im Tempodrom statt.

### Formel-E-Meisterschaft

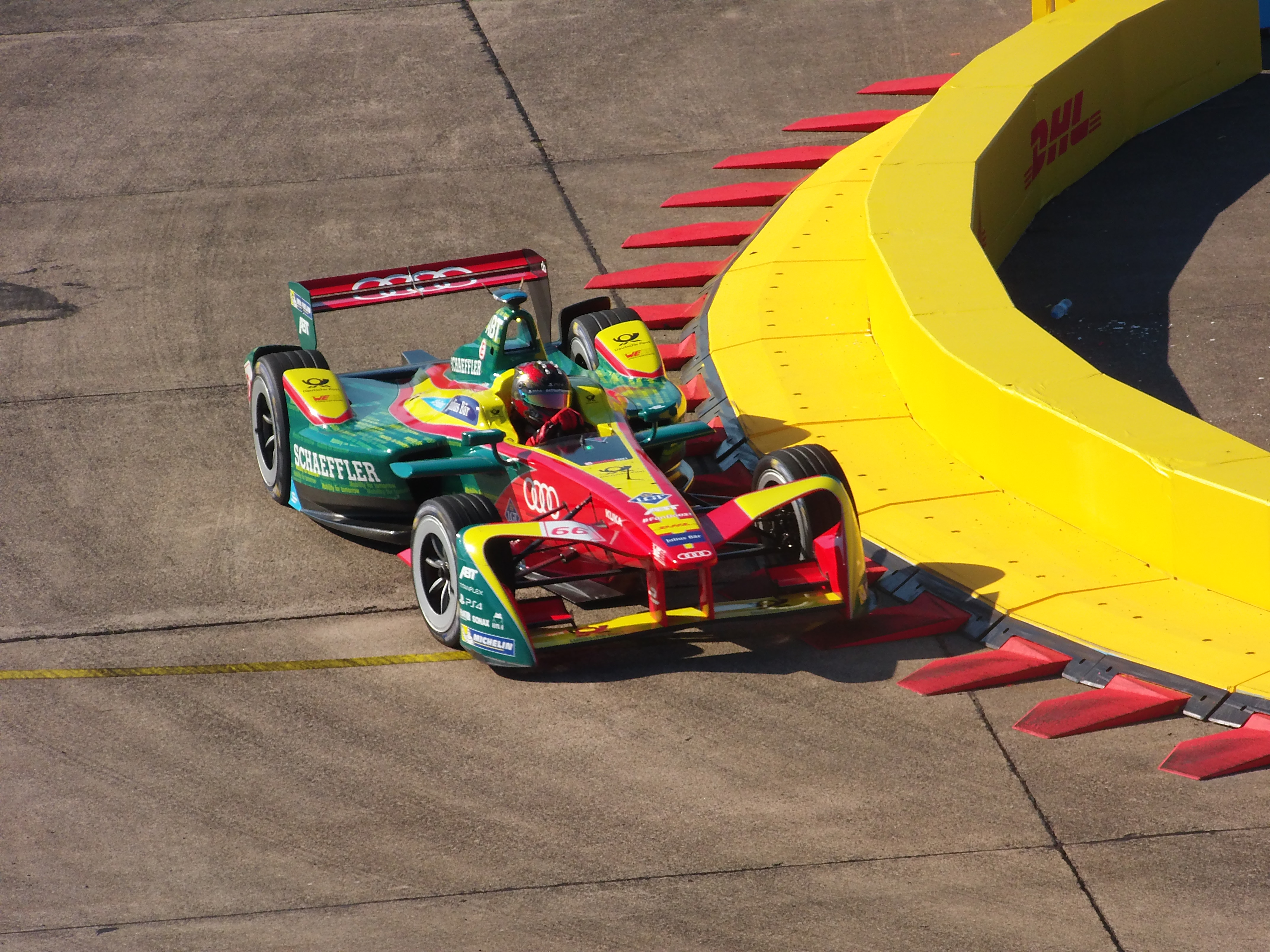
Rennwagen der Formel E

Seit 2015 finden in Berlin Rennen der FIA-Formel-E-Meisterschaft statt. Der Berlin ePrix 2015 wurde auf dem Gelände des ehemaligen Flughafens Tempelhof ausgetragen und war damit das erste Rennen, das nicht auf einem Straßenkurs ausgetragen wurde.
Berlin ist der einzige Standort, der seit Beginn der Rennserie in jedem Jahr Austragungsort eines Rennens wurde.

### DFB-Pokalendspiel
Das Finale des DFB-Pokals findet seit 1985 alljährlich im Berliner Olympiastadion statt. Veranstalter des Finales ist der Deutsche Fußball-Bund (DFB). Der DFB-Pokal ist nach der deutschen Meisterschaft der zweitwichtigste Titel im nationalen Vereinsfußball.
Aufgrund der langjährigen Tradition des Endspielorts in Berlin hat sich deutschlandweit ein für den Pokalwettbewerb typischer Schlachtruf entwickelt. Fangruppen der jeweils siegreichen Mannschaften in den K. o.-Runden skandieren nicht selten den Ruf „Berlin, Berlin, wir fahren nach Berlin!“

### UEFA Champions League
Das Endspiel der UEFA Champions League fand 2015 im Berliner Olympiastadion statt. Der FC Barcelona konnte sich mit 3:1 gegen Juventus Turin durchsetzen. Das Spiel wurde weltweit von rund 180 Millionen Fernsehzuschauern verfolgt.

### Leichtathletikveranstaltungen

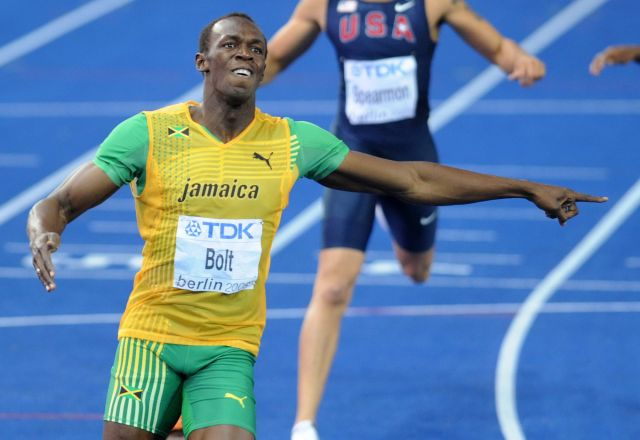
Usain Bolt, 2009

Seit 1974 findet jedes Jahr der Berlin-Marathon statt. Mit gegenwärtig mehr als 40.000 Teilnehmern zählt er zu den größten und renommiertesten Laufveranstaltungen der Welt. Nach dem Jahr 2000 wurden die meisten offiziellen Marathon-Weltrekorde der Männer auf dem Berliner Kurs aufgestellt. Der aktuelle Weltrekord im Marathon wurde 2022 von Eliud Kipchoge aus Kenia ebenfalls in Berlin aufgestellt (Stand: 2022).
Der Leichtathletikwettbewerb ISTAF findet alljährlich in Berlin statt. Die erste Veranstaltung unter dem Namen ISTAF wurde 1921 abgehalten. Seit 1937 wird das ISTAF mit wenigen Ausnahmen regelmäßig ausgetragen.
Im Jahr 2009 wurden die Leichtathletik-Weltmeisterschaften in Berlin ausgetragen. Usain Bolt aus Jamaika stellte hier die gegenwärtig geltenden Weltrekorde im 100- und 200-Meter-Lauf auf (Stand: 2022).
2018 fanden die 24. Leichtathletik-Europameisterschaften in Berlin statt.

### Berliner Hochschulmeisterschaften
Bei den Berliner Hochschulmeisterschaften (BHM) treten jährlich Berliner Hochschulangehörige, Studenten und Studentinnen in verschiedenen Sportarten gegeneinander an. Ausrichter der Turniere und Wettkämpfe sind u. a. die Freie Universität Berlin, die Humboldt-Universität zu Berlin, die Technische Universität Berlin, die Hochschule für Technik und Wirtschaft Berlin und die Berliner Hochschule für Technik.

## Sportarten

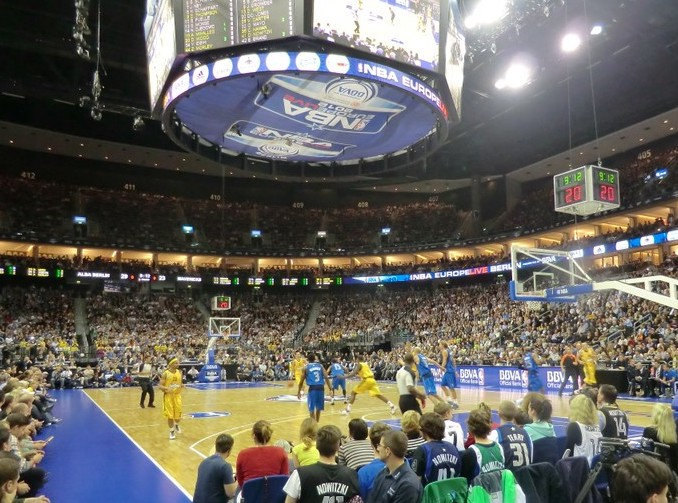
Alba Berlin (2012)

### Basketball
Alba Berlin wurde 1991 gegründet und spielt seitdem durchgehend in der Basketball-Bundesliga (BBL) der Männer und verschiedenen europäischen Ligawettbewerben. Alba Berlin ist der mitgliederstärkste Basketballverein Deutschlands, und mit elf deutschen Meisterschaften und elf Pokalsiegen im Jahr 2023 auch einer der erfolgreichsten des Landes. Im Jahr 1995 wurde Alba Berlin Korać-Cup-Sieger.
Die Heimspiele von Alba Berlin gehören zu den am meisten besuchten Basketball-Veranstaltungen in Europa.

### Bergsport

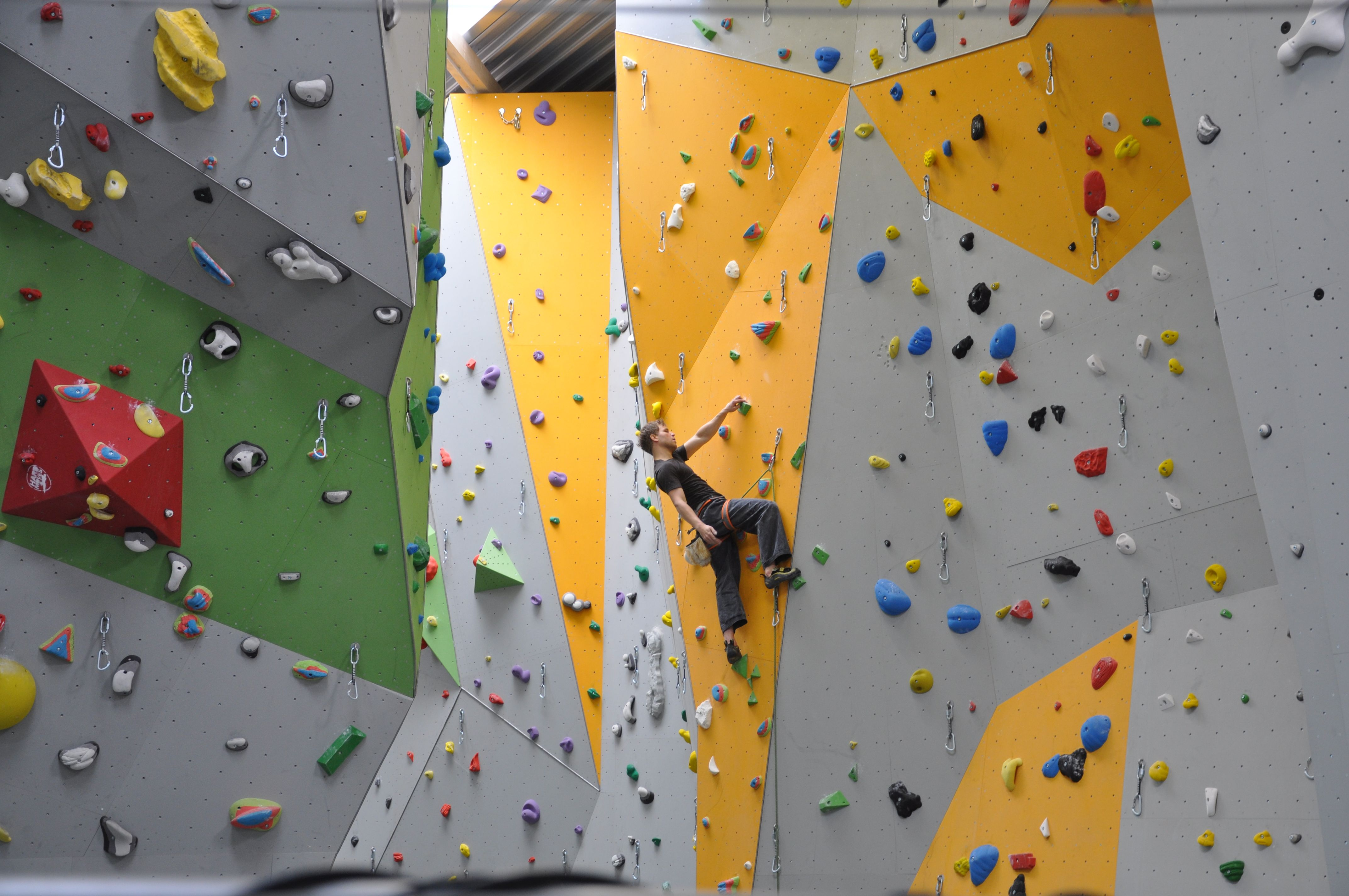
DAV Kletterzentrum

Die Sektionen des Deutschen Alpenvereins in Berlin sind die Sektion Berlin, mit 21.754 Mitgliedern im Jahr 2019 der drittgrößte Sportverein der Stadt, der AlpinClub Berlin, die Sektion Brandenburger Tor und die Sektion Alexander von Humboldt. Die Sektionen besitzen mehrere alpine Hütten sowie diverse Kletteranlagen in Berlin.
Unter anderem: DAV-Kletterzentrum Berlin, Kletterturm am Teufelsberg (Grunewald), Kletterwand am Humboldthain (Gesundbrunnen), Kletterturm Kirchbachspitze (Schöneberg). Wuhletalwächter (Marzahn), Kletterturm Spandau am Großen Spektesee, Schwedter Nordwand im Mauerpark, Monte Balkon in Hohenschönhausen, derzeit gesperrt, Kletterhalle Hüttenweg in Zehlendorf, Kletterturm in Reinickendorf (Kooperation Jugendclub), Kletterwand der B-Traven-Schule Spandau.

### Boxen
Der Boxstall AGON Sports & Events hat seinen Sitz in Berlin-Charlottenburg und veranstaltet Boxkämpfe.
Die Boxvereine werden durch den Berliner Boxverband vertreten.
Zu den erfolgreichsten Boxern aus Berlin zählen u. a. Bubi Scholz, Graciano Rocchigiani, Sven Ottke, Oktay Urkal und Kickboxer Michael Kuhr.

### Cricket
Von der Gründung des ersten Cricketclubs in Berlin 1858 bis zum Bau der Berliner Mauer 1961 war die Stadt das Zentrum des Cricket in Deutschland. Vor der 1960 prägten vor allem die Berliner Felix und Guido Menzel das Cricket in Deutschland. In dieser Zeit trug die deutsche Cricket-Nationalmannschaft die meisten ihrer Heimspiele in Berlin aus.
In der seit 1990 ausgetragenen Cricket-Bundesliga wurde Der Sports & Social Club Berlin achtmal Deutscher Meister und ist damit Rekordtitelträger (Stand: 2023).

### Eishockey

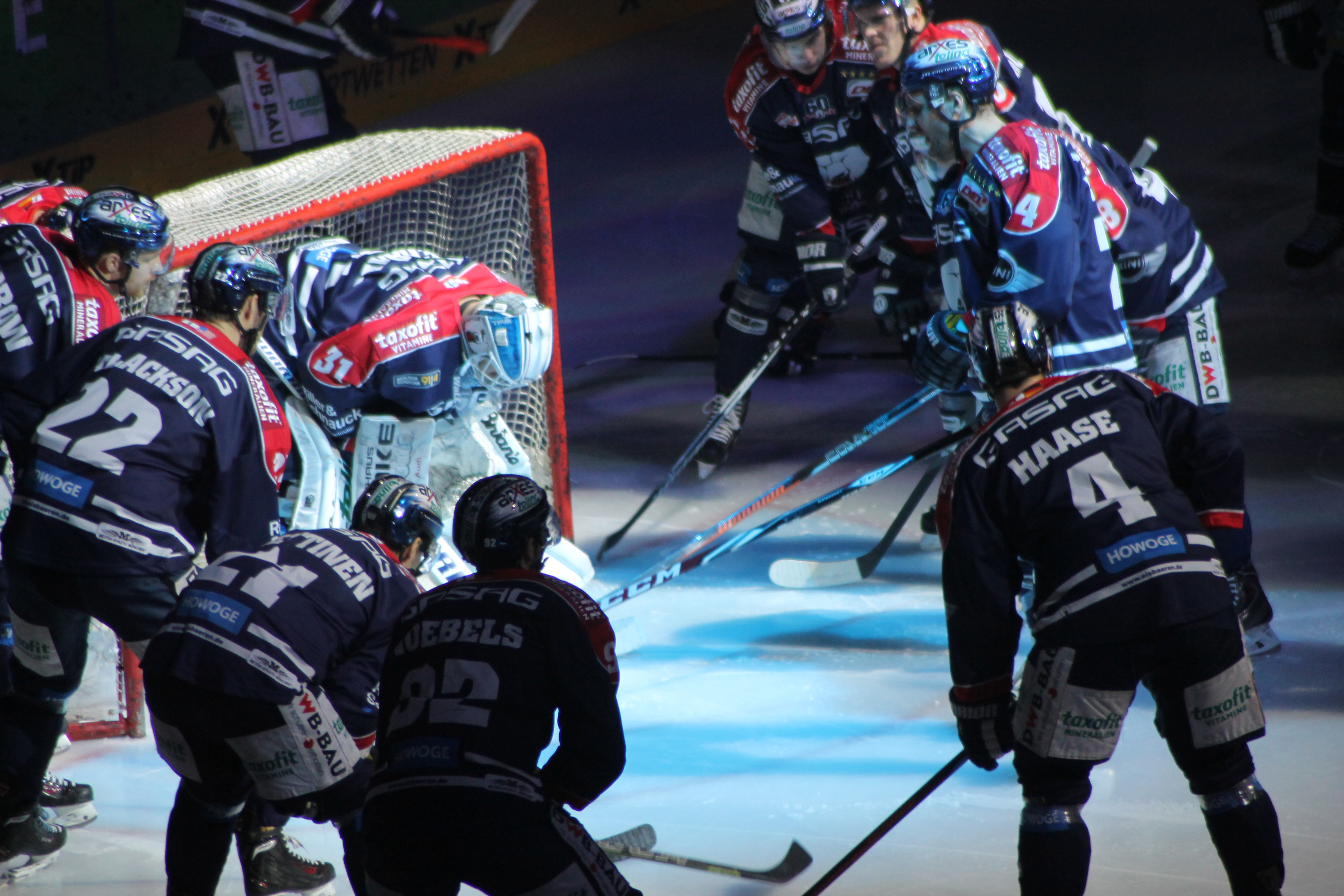
Spiel der Eisbären Berlin in der Mercedes-Benz Arena (heute: Uber Arena)

Die Eisbären Berlin spielen seit 1994, und damit als Gründungsmitglied, in der Deutschen Eishockey Liga der Männer. Austragungsort der Eisbären-Heimspiele ist die Uber Arena.
Mit dem Gewinn von elf deutschen Meisterschaften von 2005 bis 2025 sind die Eisbären DEL-Rekordmeister. Im Jahr 2010 wurde das Profi-Team Sieger der European Trophy.
Die Heimspiele der Eisbären zählen zu den am meisten besuchten Eishockeyveranstaltungen in Europa.

### Fußball

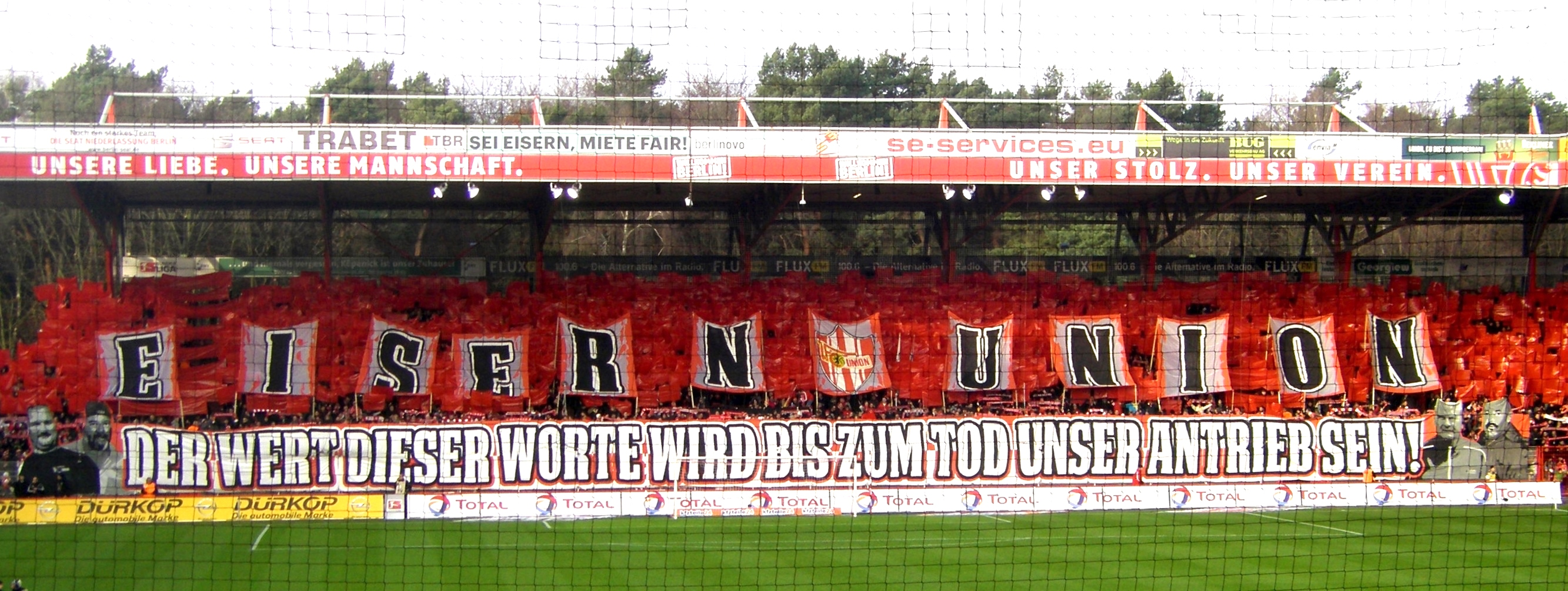
Fans von Union Berlin

Hertha BSC (auch als „Alte Dame“ bekannt) wurde 1892 gegründet und hat heute seinen Sitz im Bezirk Charlottenburg-Wilmersdorf. Hertha ist Gründungsmitglied des DFB sowie der Fußball-Bundesliga im Jahr 1963. Der Verein absolvierte zwischen 1963 und 2023 insgesamt 40 Spielzeiten in der 1. Fußball-Bundesliga. Die 1. Mannschaft wurde 1930 und 1931 Deutscher Meister und war UEFA-Pokal-Halbfinalist 1979.
Der 1. FC Union Berlin (auch „Die Eisernen“ genannt) wurde 1966 gegründet. Zu den sportlichen Erfolgen des Klubs zählen der Gewinn des FDGB-Pokals 1968, das Erreichen des DFB-Pokalendspiels 2001, der Aufstieg in die Fußball-Bundesliga nach der Saison 2018/19 sowie das Erreichen des Achtelfinales der Europa League 2023. Der 1. FC Union Berlin ist der mitgliederreichste Sportverein in Deutschland, der ausschließlich aus Fußballabteilungen besteht (Stand: 2023).
Der FC Viktoria 1889 Berlin stellte im Jahr 2020 Deutschlands größte aktive Fußballabteilung mit mehr als 1600 spielenden Mitgliedern in über 60 verschiedenen Teams.
Zu den erfolgreichen in Berlin geborenen Fußballern gehören Jérôme Boateng, Kevin-Prince Boateng, Guido Buchwald, Thomas Häßler, Robert Huth, Niko Kovač, Pierre Littbarski, Antonio Rüdiger und Christian Ziege.

### Handball

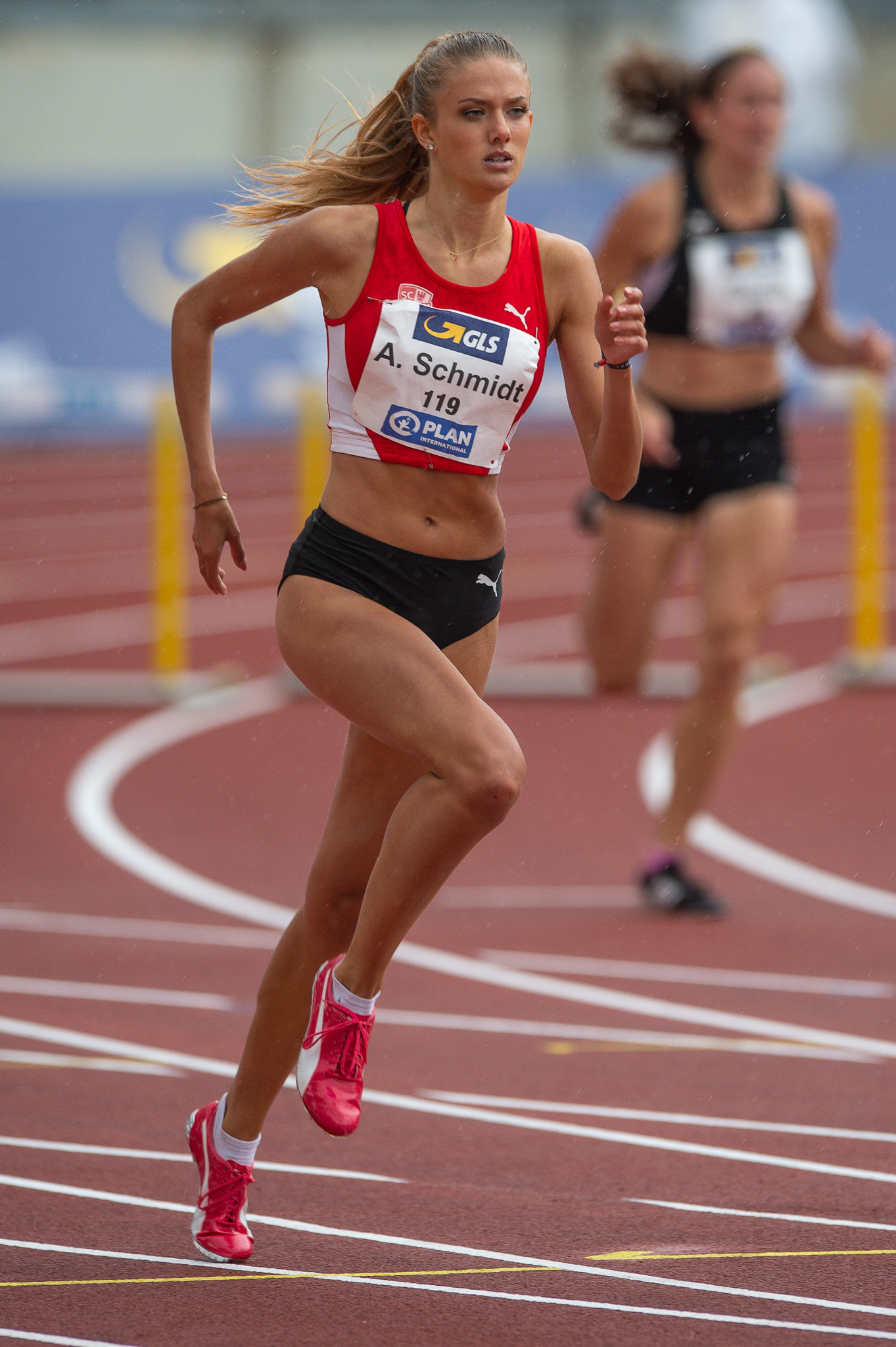
Läuferin des SCC Berlin, 2018

Die Füchse Berlin sind eine Profihandballmannschaft, die aus dem Verein Füchse Berlin Reinickendorf hervorgegangen sind. Unter dem Namen treten sowohl die Männer als auch die Frauen an. Das Herrenteam spielt seit der Saison 2007/08 in der ersten Handball-Bundesliga. Die Füchse wurden im Jahr 2014 DHB-Pokalsieger, in den Jahren 2015, 2018, 2023 EHF-Pokalsieger sowie Vereinsweltmeister in den Jahren 2015 und 2016.

### Leichtathletik
Der SCC Berlin gehört mit seiner Leichtathletikabteilung zu den größten und erfolgreichsten Leichtathletikvereinen Europas. Etwa 2.200 Kinder, Jugendliche und Erwachsene trainieren in den Trainingsgruppen im Jahr 2019.
Die Bundesjugendspiele werden in Berlin, wie in allen deutschen Bundesländern, jährlich an allen Schulen durchgeführt. Bei der Schulsportveranstaltung ist die Teilnahme der Schüler bis zur 10. Klasse verpflichtend.

### Rudern
Der Berliner Ruder-Club ist einer der ältesten und mit über 700 Mitgliedern einer der größten Rudervereine Deutschlands. Der Verein fördert intensiv den Leistungssport und ist aufgrund der hohen Anzahl der von seinen Mitgliedern errungenen Deutschen Meisterschaftssiege einer der erfolgreichsten deutschen Rudervereine. Zahlreiche Olympiasieger gingen aus dem Club hervor.

### Rugby
In der Rugby-Bundesliga wurde Berlin zwischen 1990 und 2023 von den Berlin Grizzlies aus Treptow-Köpenick, vom Berliner Rugby Club, Berliner Sport-Club und dem Berliner SV 1892 aus Charlottenburg-Wilmersdorf, dem Rugby Klub 03 Berlin aus Pankow sowie dem SC Siemensstadt aus Spandau vertreten.
Seit 1930 bestritt die deutsche Rugby-Union-Nationalmannschaft zwölf Test Matches in Berlin.

### Schach
Mit der Gründung des Berliner Schachverbandes im Jahr 1901 blickt der Schachsport in Berlin auf eine über 120-jährige organisierte Sportgeschichte. Im Jahr 2024 sind über 3200 Sportler in 48 Vereinen organisiert. Mit den Schachfreunden Berlin war die Stadt bis 2023 über mehrere Jahrzehnte in der Deutschen Schachbundesliga vertreten, aktuell sind die hochklassigsten Teams die Schachfreunde Berlin, SK Zehlendorf und der SC Kreuzberg in der 2. Bundesliga sowie der SC Rotation Pankow und SC Kreuzberg in der 2. Frauenbundesliga.

### Schwimmen
Die SG Neukölln Berlin ist einer der größten und erfolgreichsten deutschen Vereine im Schwimmsport mit Sitz in Berlin. Sie blickt auf eine 125-jährige Geschichte zurück und hat im Jahr 2022 etwa 4.400 Mitglieder.

### Tennis

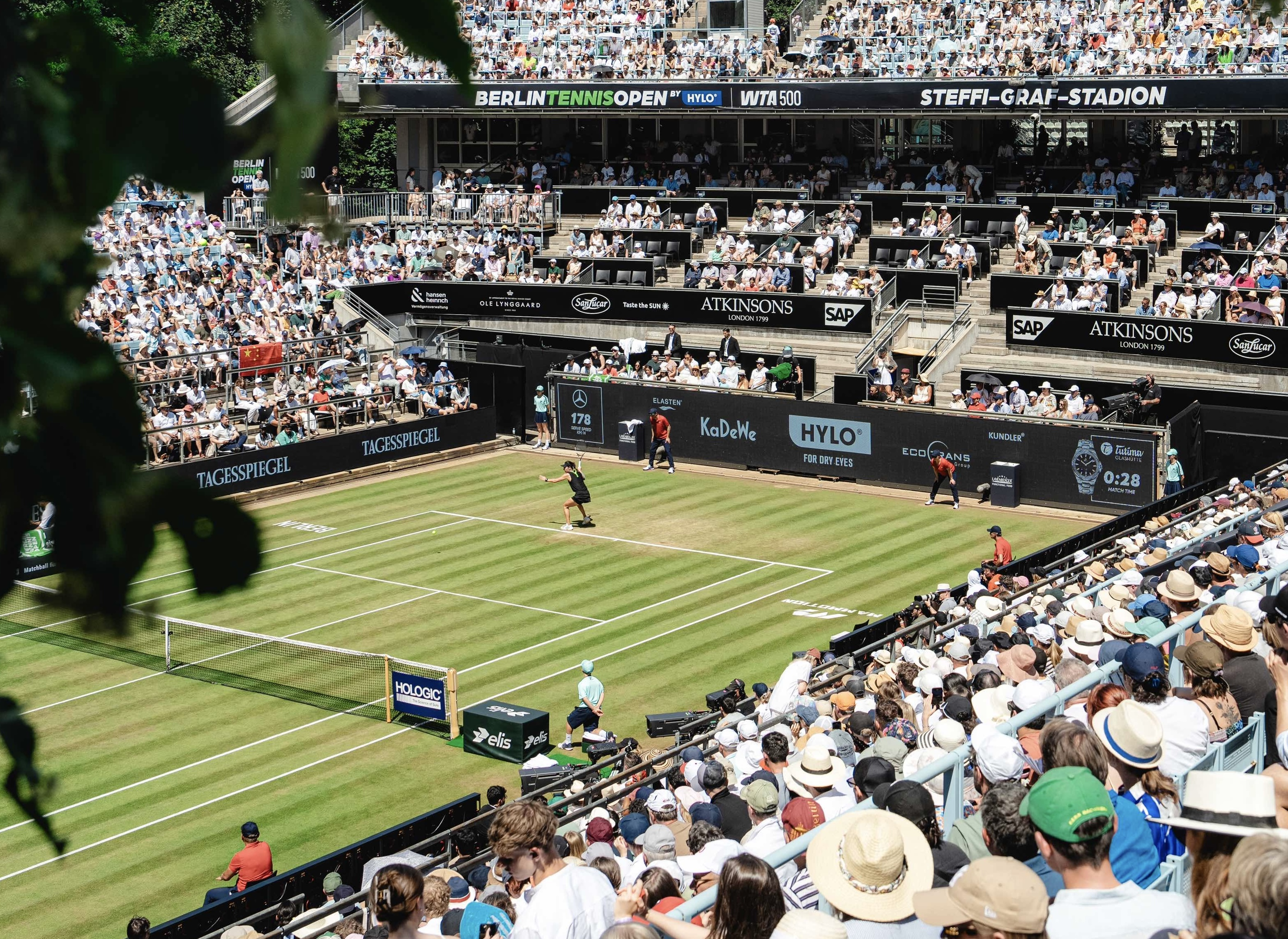
Die Berlin Tennis Open im Steffi-Graf-Stadion, 2025

Der Tennissport hat in Berlin eine lange Tradition und bot vielen internationalen Spitzensportlern eine Heimat für ihre Karriere. Beim LTTC Rot-Weiß Berlin spielten Cilly Aussem, Boris Becker, Gottfried von Cramm, Otto Froitzheim, Steffi Graf, Roman Najuch und Daniel Prenn.
1963 waren im Berliner Tennisverband 50 Vereine organisiert. 2017 waren im Tennis-Verband Berlin-Brandenburg e. V. 196 Vereine organisiert.
Von 1911 bis 1952 fanden in Berlin die German Pro Championships statt. Von 1979 bis 2008 wurden die German Open der Damen ausgetragen. Bei dem Turnier siegte Steffi Graf neunmal. Seit 2021 wird das Turnier auf Rasen fortgeführt.

### Tischtennis
Die Damen-Teams des ttc berlin eastside zählen seit dem Jahr 2000 zu den erfolgreichsten Tischtennisvereinen in Deutschland und Europa. Die Frauenmannschaften des Vereins wurde 2002, 2004 und 2007 ETTU-Cup-Sieger sowie 2012, 2014, 2016 und 2017 Champions-League-Sieger.

### Volleyball
Die Berlin Recycling Volleys spielen seit 1991 in der ersten Deutschen Volleyball-Bundesliga der Männer. Bis zum Jahr 2011 spielte das Team unter dem Namen SC Charlottenburg. Das Volleyballteam wurde zwischen 1993 und 2017 sieben Mal Deutscher Meister, vier Mal Pokalsieger und ein Mal CEV-Sieger.
Die in der Max-Schmeling-Halle ausgetragenen Heimspiele der Berlin Volleys sind die im Saisonschnitt am meisten besuchten Volleyballereignisse in Deutschland.

### Wasserball
Die Wasserballmannschaft der Herren vom Verein Wasserfreunde Spandau 04 sind Rekordmeister der Deutschen Wasserball-Liga.

## Sportstätten
Zu den größten Sportstätten der Stadt gehören das Olympiastadion mit 74.649 Plätzen, das Stadion An der Alten Försterei mit 22.012 Plätzen, die Uber Arena mit maximal 17.000 Plätzen, das Velodrom mit maximal 12.000 Plätzen und die Max-Schmeling-Halle mit bis zu 11.900 Plätzen (Stand: 2020).
Berlin verfügte im Jahr 2013 über 286 Sportplätze mit einer Gesamtzahl von 323 Großspielfeldern (ab 62 m × 94 m) und 96 400-Meter-Rundlaufbahnen.
→ Siehe auch: Liste der Spielstätten für Fußball in Berlin

### Olympiastützpunkt

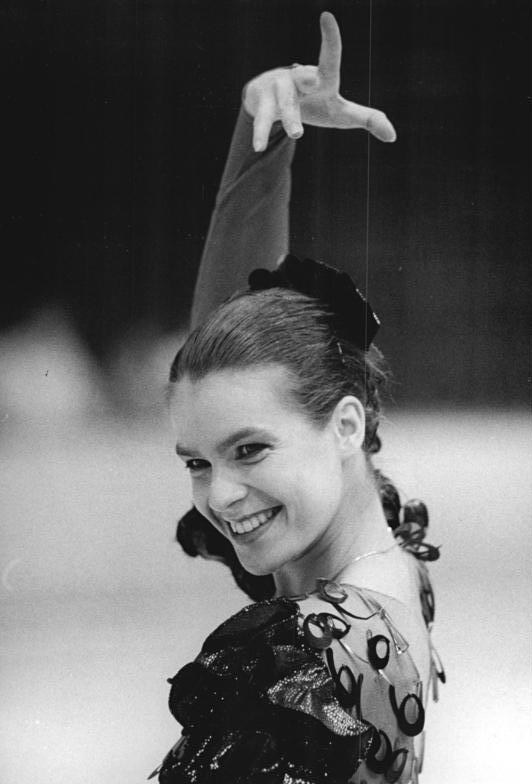
Katarina Witt, zweifache Olympiasiegerin

Der Deutsche Olympische Sportbund betreibt in Berlin einen von 19 Olympiastützpunkten. Rund 500 Bundeskaderathleten aus über 30 olympischen Sportarten bilden das leistungssportliche Kontingent.
An den Olympiastützpunkt in Berlin sind drei der insgesamt 43 deutschen Sport-Eliteschulen mit Internaten angebunden: das Schul- und Leistungssportzentrum Berlin am Sportforum Hohenschönhausen, die Flatow-Oberschule am Großen Müggelsee und die Poelchau-Schule am Olympiapark.
Bekannte Berliner oder in Berlin lebende erfolgreiche Olympioniken sind Franziska van Almsick (Schwimmen), Robert Harting (Diskuswurf), Egbert Hirschfelder (Rudern), Carsten Keller (Hockey), Laura Ludwig (Beachvolleyball), Claudia Pechstein (Eisschnelllauf), Jochen Schümann (Segeln), Ulf Timmermann (Kugelstoßen), Hagen Stamm (Wasserball), Britta Steffen (Schwimmen) und Katarina Witt (Eiskunstlauf).

### Golfsport
In der Metropolregion Berlin-Brandenburg gab es im Jahr 2019 insgesamt 17 Golfsportanlagen. Davon befanden sich drei im Berliner Stadtgebiet und alle weiteren im näheren Umland der Metropole.

### Wassersport

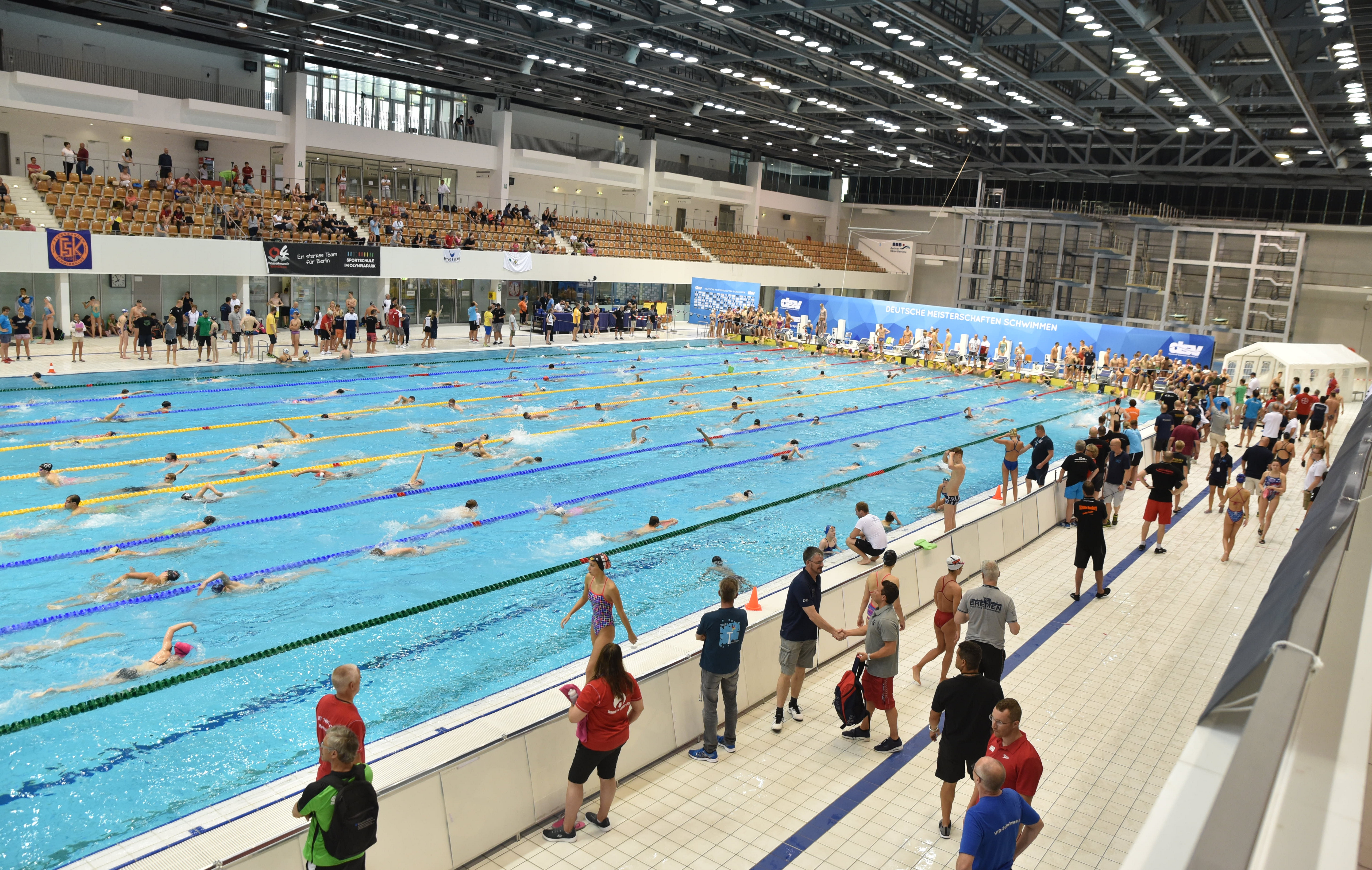
Schwimm- und Sprunghalle im Europasportpark

Größere nationale und internationale Schwimm- und Wasserspringwettkämpfe finden in der Schwimm- und Sprunghalle im Europasportpark (SSE) statt. Die Halle wurde zusammen mit dem Velodrom im Zuge der Olympiabewerbung 2000 gebaut und bietet 2500 (erweiterbar auf 4000) Zuschauern Platz. Hier werden seit 2004 jedes Jahr die deutschen Schwimmmeisterschaften ausgetragen. 2002 und 2014 fanden die Schwimmeuropameisterschaften im SSE statt.
Der Deutsche Schwimm-Verband unterhält in Berlin einen seiner fünf Bundesstützpunkte zur Spitzensportförderung. Hierfür wird die Schwimmhalle im Sportforum Hohenschönhausen als Trainingsstätte genutzt.
Die Heimspiele des deutschen Rekordmeisters im Wasserball Spandau 04 finden in der Sport- und Lehrschwimmhalle Schöneberg (mit einer Kapazität von 1000 Zuschauerplätzen) statt.
Den Berliner Bäder-Betriebe (BBB) unterstehen 2019 insgesamt 62 Badeanstalten. Darunter sind öffentliche Schwimmhallen, nichtöffentliche Schwimmeinrichtungen für den Schul- und Vereinsbetrieb sowie Frei- und Sommerbäder. Die Bäder besuchen jährlich etwa 6 Millionen Sporttreibende. Die BBB sind der größte kommunale Bäderbetreiber in Europa.
Hinzu kommen in der Sommerzeit 39 (Stand: 2025) von Landesamt für Gesundheit und Soziales offiziell ausgewiesene und überwachte Badestellen an Berliner Gewässern.

### Freizeit- und Fitnesssport
Der Mellowpark ist ein Sport- und Freizeitgelände im Bezirk Treptow-Köpenick. Er entstand auf Initiative des 1994 gegründeten Vereins „all eins e. V.“ als Outdoor-Skatepark 1999 auf dem Areal einer stillgelegten Kabelfabrik. Hier erfolgte bis zum Sommer 2012 ein schrittweiser Ausbau zu „Europas größtem Skateboard- und BMX-Park“. Der Träger ist der Verein Mellowpark.
Die Skatehalle Berlin hat eine überdachte Fläche von über 6000 m² und gilt als eine der größten Hallen für Skateboard-Sport in Europa.
Der Shaolin-Tempel Deutschland ist der einzige offizielle Ableger des Shaolin-Klosters aus China. 2007 bereiteten die Berliner Shaolin-Mönche die Olympioniken des Team-Peking aus der Rhein-Neckar-Region auf die Olympischen Spiele 2008 in Peking vor.
In Berlin gab es im Jahr 2016 mindestens 247 Fitnessstudios. Darüber hinaus befindet sich der Verwaltungssitz der RSG Group in Berlin. Das Unternehmen ist eine der weltweit umsatz- und mitgliederstärksten Firmen im Bereich des Krafttrainings und Fitnesssports. Die RSG Group betrieb im Jahr 2019 rund 300 Sportstudios in acht Ländern.

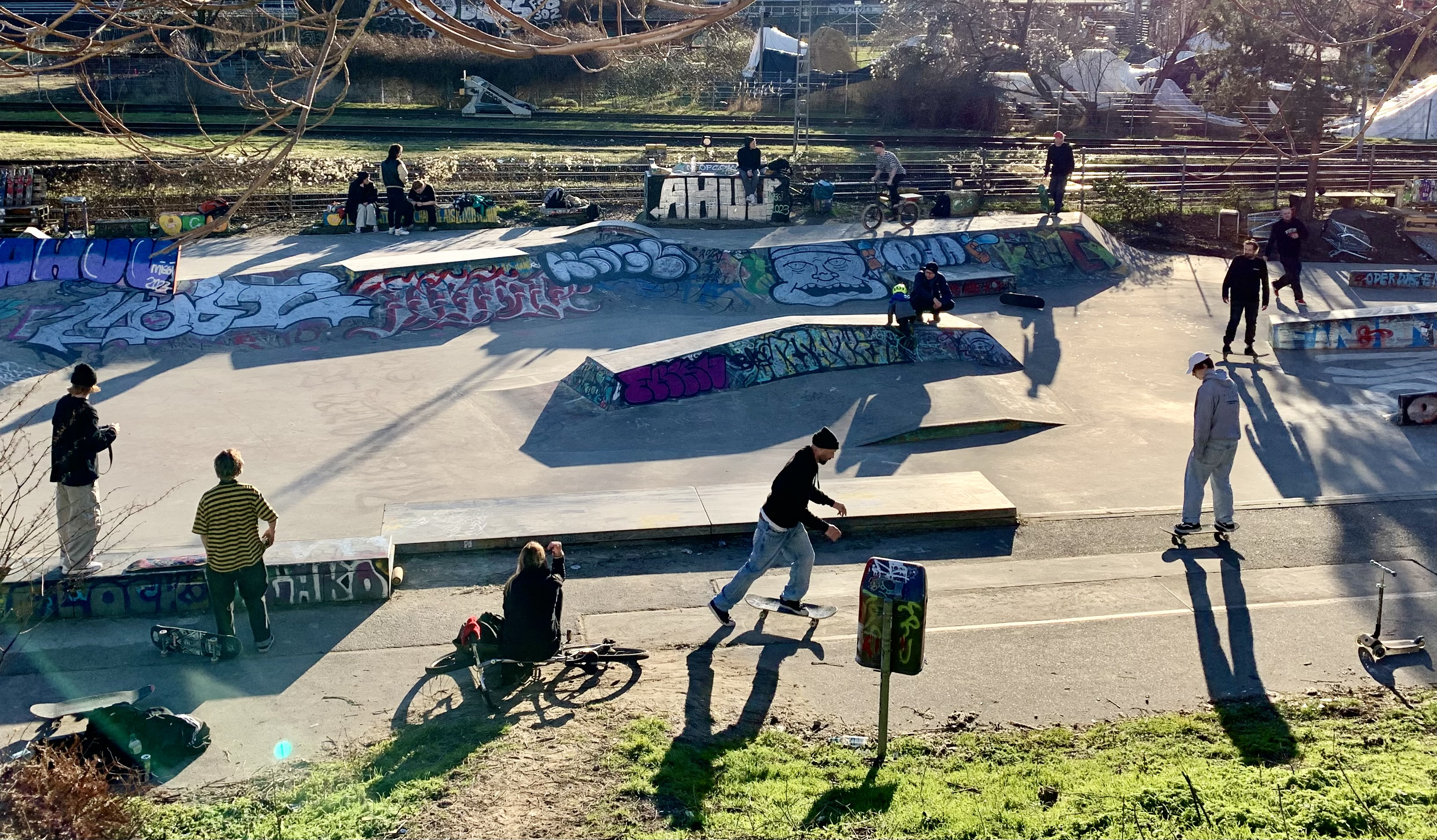
Skatepark in Friedrichshain
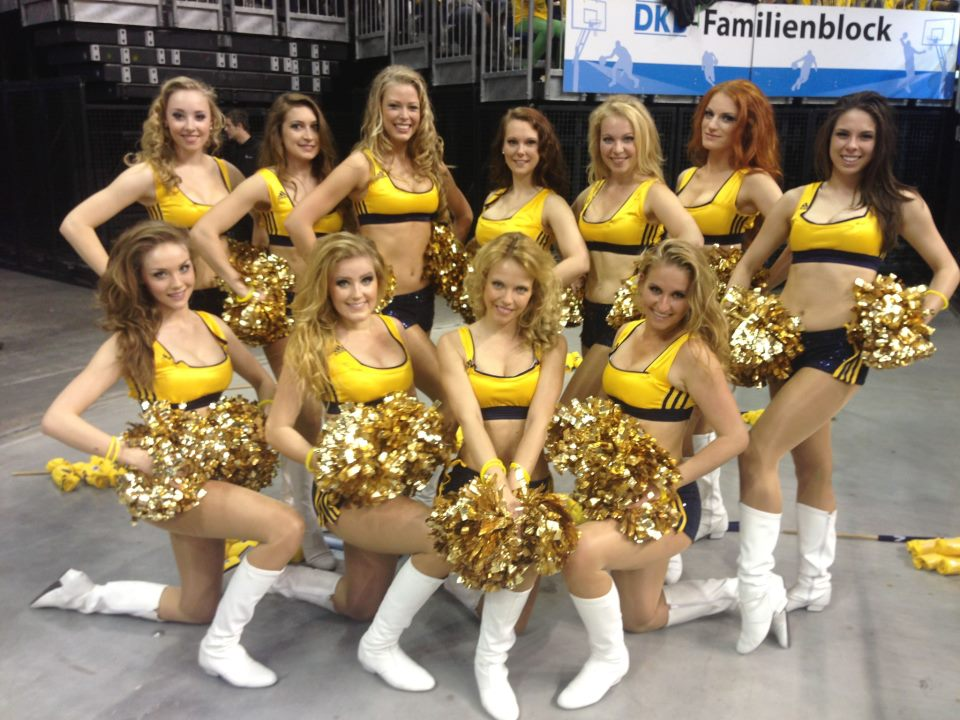
Alba-Berlin, Tanz
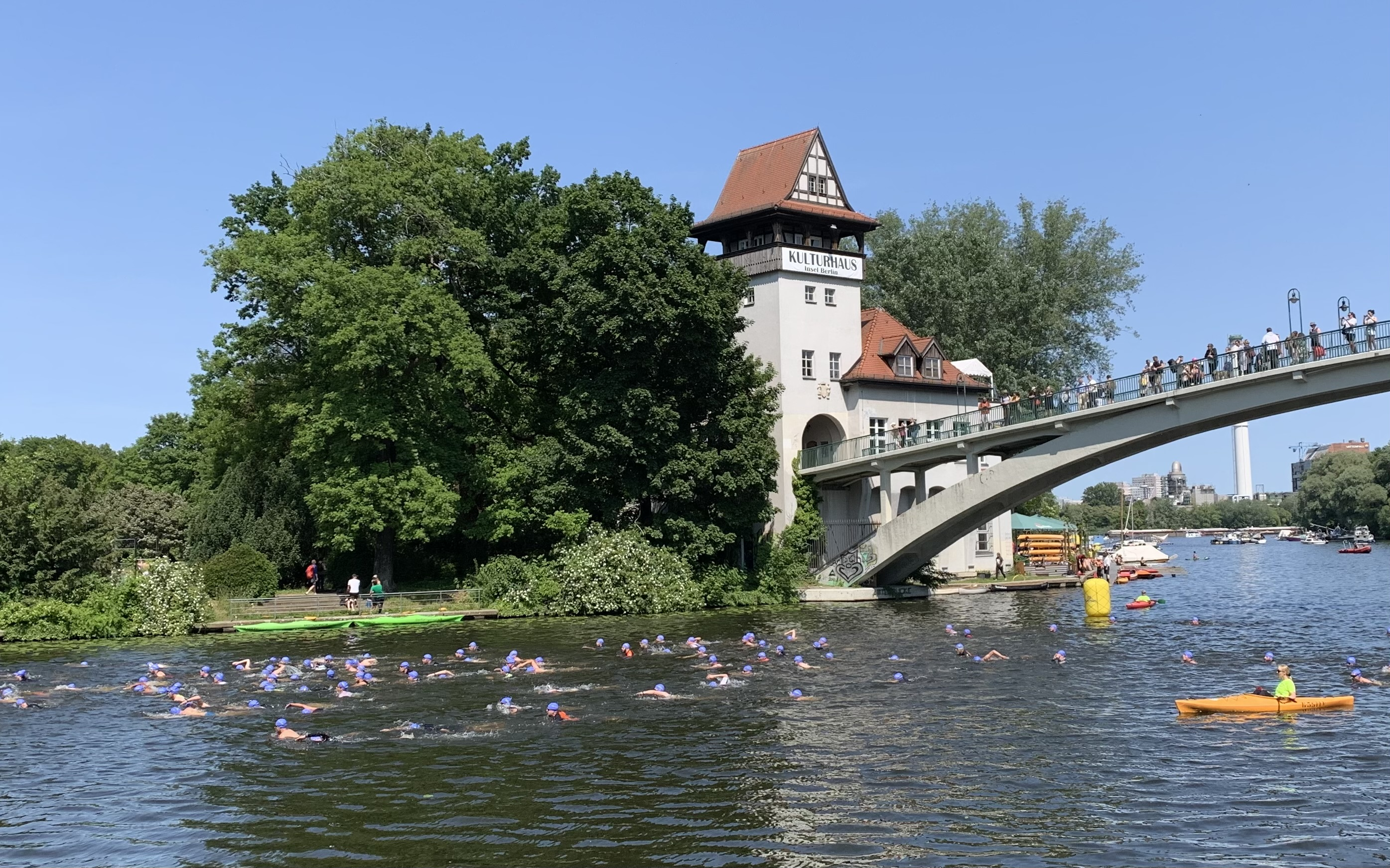
Berlin-Triathlon in Treptow
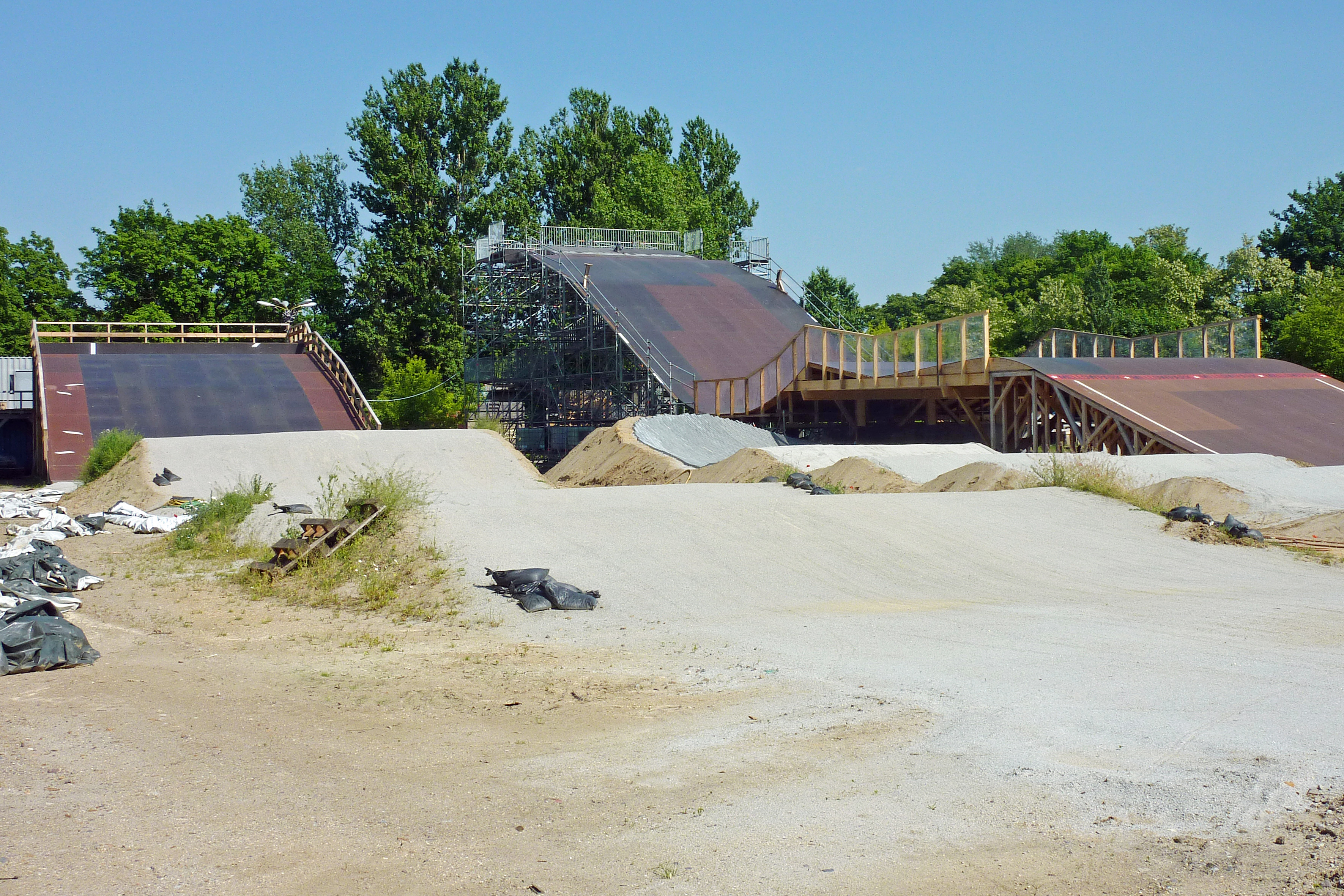
Der BMX-Park in Köpenick

## Berliner Sport im Film
- Die Bubi-Scholz-Story (1998)
- This Ain’t California (2012)
- Sein letztes Rennen (2013)